# Il Signore degli Anelli
Il Signore degli Anelli (The Lord of the Rings) è un romanzo epico high fantasy scritto da J. R. R. Tolkien e ambientato alla fine della Terza Era dell'immaginaria Terra di Mezzo. Scritto a più riprese tra il 1937 e il 1949, fu pubblicato in tre volumi tra il 1954 e il 1955 nonché tradotto in trentotto lingue ed ha venduto oltre 150 milioni di copie che lo rendono una delle opere letterarie di maggior successo del XX secolo.
La narrazione comincia dove si era interrotto un precedente romanzo di Tolkien, Lo Hobbit, e l'autore usa lo stratagemma dello pseudobiblion per collegare le due storie: entrambi i romanzi sono, nella finzione della narrazione, una trascrizione di un volume immaginario, il Libro Rosso dei Confini Occidentali, un'autobiografia scritta a quattro mani da Bilbo Baggins, protagonista de Lo Hobbit, e dal nipote e cugino Frodo, il protagonista del Signore degli Anelli. Questo secondo romanzo, tuttavia, si inserisce in un'ambientazione di più ampio respiro rispetto a quella del primo, attingendo a quel vasto corpus storico, mitologico e linguistico creato ed elaborato dall'autore nel corso di tutta la sua vita.
Il Signore degli Anelli narra della missione di nove personaggi che compongono la Compagnia dell'Anello, partiti per distruggere l'Anello del Potere, il più potente tra gli anelli destinati alle varie razze della terra di mezzo, nonché un'arma che potrebbe rendere invincibile il suo malvagio creatore Sauron se tornasse nelle sue mani, dandogli il potere di dominare tutta la Terra di Mezzo.
Il romanzo, composto da tre volumi, ha esercitato nel tempo una vasta influenza culturale e mediatica, ottenendo attenzioni e apprezzamenti sia da parte di critici, autori e studiosi, sia da parte di semplici appassionati, che hanno dato vita a innumerevoli gruppi e associazioni culturali, come le varie società tolkieniane sparse in tutto il mondo. La trilogia ha ispirato e continua ad ispirare libri, videogiochi, illustrazioni, fumetti, composizioni musicali, ed è stata adattata più volte per la radio, il teatro e il cinema (come nel caso della trilogia di film diretti da Peter Jackson).

## Genesi dell'opera

### Linguaggio e mitopoiesi
Già nei primi anni del XX secolo, Tolkien ideò una lingua artificiale, il Quenya, ispirandosi in parte al finlandese. Fu proprio l'invenzione di questa lingua che spinse l'autore britannico ad immaginare un popolo che potesse parlarla, la sua storia e la sua evoluzione. Fu così che nacquero gli Elfi. Col passare degli anni, Tolkien utilizzò il medesimo processo creativo per creare e sviluppare le storie di tutte le razze che popoleranno il mondo dell'autore in quasi tutti i suoi romanzi.
Tolkien esprime con chiarezza i suoi intenti creativi e il suo approccio narrativo nel saggio Sulle fiabe (On Fairy-Stories del 1947, pubblicato in italiano nei volumi Albero e foglia e Il medioevo e il fantastico) e in alcune delle lettere raccolte da Humphrey Carpenter e dal figlio dell'autore Christopher nel volume La realtà in trasparenza (The Letters of J. R. R. Tolkien, 1981). Il mondo in cui è ambientato Il Signore degli Anelli nasce dalla passione dell'autore per la filologia e per la lingua e la letteratura anglosassone («Iniziai con il linguaggio e mi ritrovai ad inventare leggende dello stesso sapore») e dal desiderio di creare una mitologia originale inglese che, pur artificiale, colmasse, nell'immaginario collettivo, la carenza che egli ravvisava in quella storica: «Fin da quando ero piccolo la povertà del mio amato paese mi rattristava: non possedeva delle storie veramente sue. [...] Desideravo creare un insieme di leggende più o meno connesse fra loro, dalle più complicate e cosmogoniche fino alle favole romantiche... e volevo semplicemente dedicarlo all'Inghilterra, al mio paese.»
Iniziò così a prendere corpo l'insieme di racconti, miti, storie, ballate, canzoni e annotazioni sulla Terra di Mezzo, che vennero successivamente raccolti dal figlio Christopher ne Il Silmarillion e nei dodici volumi de La storia della Terra di Mezzo. Saranno questi appunti che forniranno nomi, personaggi, creature e luoghi alla trama de Lo Hobbit, e, successivamente, del Signore degli Anelli. Quest'ultimo, in particolare, compendia parte dell'enorme creazione mitopoietica di Tolkien, oltre che all'interno della struttura narrativa, in sei appendici accluse al termine del libro, nelle quali l'autore riordina e presenta al lettore una piccola parte del corpus mitologico da lui creato su e per la Terra di Mezzo.

### La stesura
Tolkien iniziò a scrivere Il Signore degli Anelli dietro richiesta dell'editore londinese Stanley Unwin di dare un seguito a Lo Hobbit, pubblicato nel 1937. La stesura dei primi capitoli fu difficoltosa, e la trama della storia molto incerta, tanto che l'autore inglese diede un titolo all'opera solo nell'agosto dell'anno seguente. Le pressioni dell'editore, unite alla difficile situazione familiare e economica, avevano reso ancora più complicato il lavoro.
In data 19 dicembre 1937, Tolkien comunicò al signor Furth della Allen & Unwin di aver completato il primo capitolo: «Ho scritto il primo capitolo di una nuova storia sugli Hobbit: "Una festa a lungo attesa". Buon Natale.» Nel febbraio 1938, questo capitolo venne battuto a macchina e spedito all'attenzione di Rayner Unwin, il giovane figlio del suo editore; lo scrittore chiese al bambino di fargli da critico: come per Lo Hobbit, che aveva scritto per i propri figli, così anche il «seguito allo Hobbit», nella concezione iniziale, non poteva, infatti, che riprenderne i caratteri di letteratura per l'infanzia.
Il 17 febbraio, in una lettera in cui accennava il proposito di pubblicare Mr. Bliss, e il giorno seguente, rispondendo ai complimenti di Rayner, Tolkien espresse il timore di essersi arenato, di non riuscire ad andare oltre al suo spunto iniziale avendo esaurito i temi narrativi migliori nella pubblicazione precedente. Ma di lì a un mese la situazione iniziò a sbloccarsi: l'autore comunicò all'editore di essere giunto al terzo capitolo, «ma [ancora] i racconti tendono a sfuggire di mano e anche questo ha preso una svolta inaspettata». Questa "svolta" non fu molto gradita da Unwin, che criticò i due nuovi capitoli affermando che contenevano troppo "linguaggio Hobbit”: i personaggi parlavano in modo buffo e poco comprensibile. La valutazione fu condivisa nella lettera di risposta da Tolkien stesso, che si propose di limitarsi e ammise di divertirsi di più a scrivere in quel modo che a portare avanti effettivamente la trama.

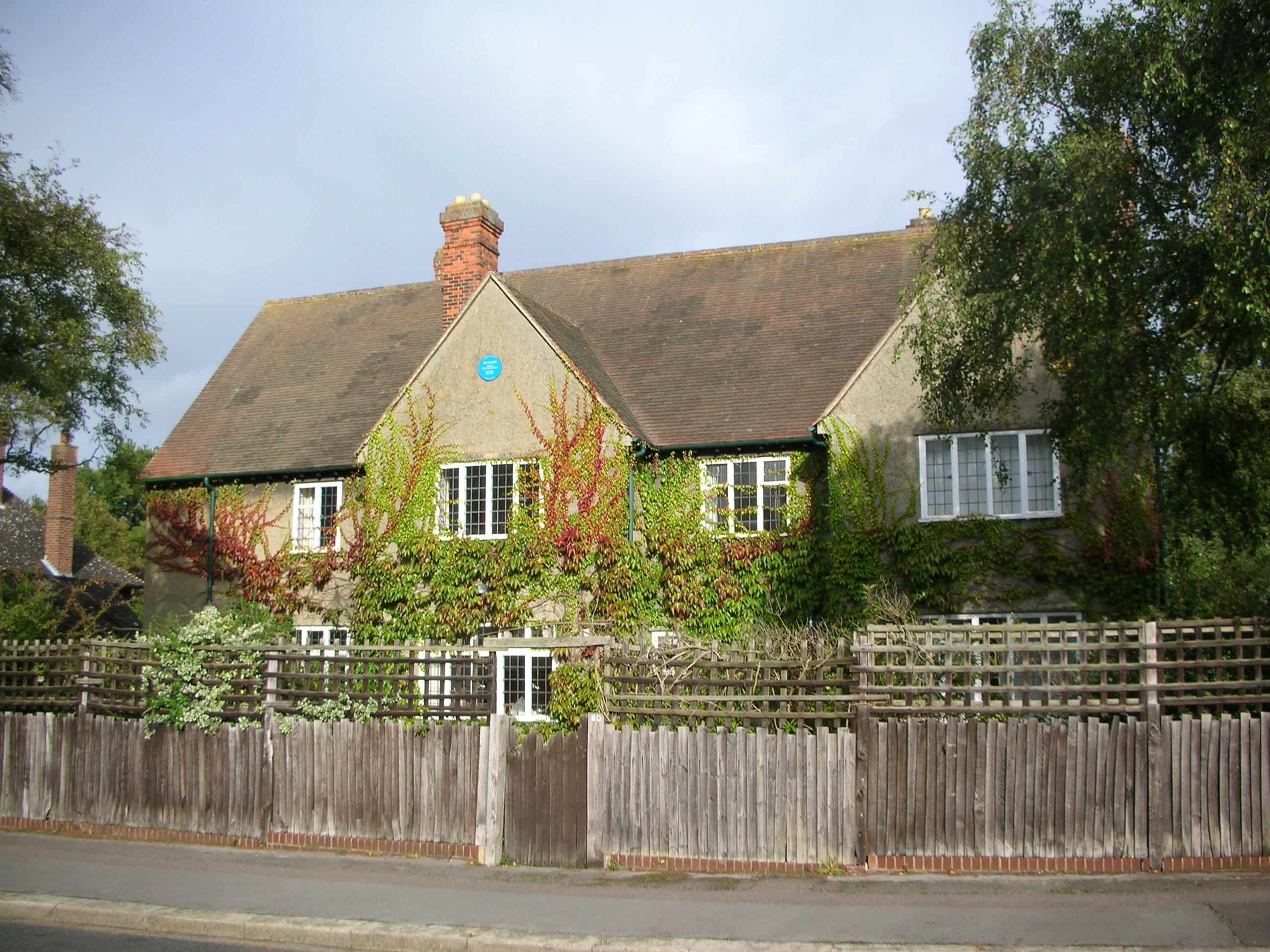
La casa di J.R.R. Tolkien a Oxford

La critica di Unwin ebbe comunque poco successo, e gli Hobbit continuarono a parlare in modo buffo e a comportarsi fanciullescamente (la differenza fra il modo di parlare degli Hobbit e degli altri personaggi del romanzo rimane riscontrabile pienamente solamente nell'edizione originale inglese e tende a perdersi, a causa della difficile resa, nella trasposizione in lingua italiana).
Lo scoppio della seconda guerra mondiale coinvolse direttamente la famiglia Tolkien e sospese l'opera ad un quarto circa della sua definitiva stesura, rallentandola ulteriormente; Michael, il secondo figlio, si era arruolato volontario nell'estate del 1940, partecipando alla battaglia d'Inghilterra del 1941 in difesa degli aerodromi, dove rimase ferito. Nell'estate del 1943 Christopher, il terzo figlio, fu chiamato nella Royal Air Force e nel 1944, dopo un periodo di addestramento, trasferito in Sudafrica come pilota. Le lettere datate fra il 1940 ed il 1945 sono quasi esclusivamente indirizzate ai figli, ed in particolar modo a Christopher, a cui Tolkien invierà alcuni capitoli del libro insieme a una ricca documentazione riguardo alla stesura del romanzo e sulla sua ambientazione. Al termine della guerra, l'attività di scrittura procedette di nuovo con regolarità, ma sarebbero occorsi ancora dieci anni per arrivare alla stampa. Questa, infatti, avvenne solo nel 1954, sia a causa dei lunghi tempi di scrittura, sia perché nel frattempo gli editori avevano perso interesse alla pubblicazione del romanzo, ormai molto diverso dalla favola per bambini che era Lo Hobbit e oltretutto incredibilmente lungo.

### Le fonti

#### Influenze
L'idea per Il Signore degli Anelli nasce come esternazione del profondo interesse che Tolkien aveva per la filologia, per la religione (in modo particolare per il cattolicesimo) e per le fiabe, specialmente quelle della mitologia norrena, germanica e finlandese. Vi si riscontrano anche le cruciali influenze del servizio militare che lo scrittore prestò durante la prima guerra mondiale. Come ambientazione per il suo romanzo, Tolkien creò un completo e dettagliato universo, Eä, molte parti del quale furono influenzate, come lo stesso autore ammise, da diverse fonti, anche relative ad esperienze personali.
Tolkien una volta descrisse Il Signore degli Anelli ad un suo amico, il gesuita padre Robert Murray, come «un'opera fondamentalmente religiosa e cattolica, inconsciamente in un primo momento, ma consciamente durante la revisione». Vi si ritrovano, infatti, molti temi teologici, come la battaglia del bene contro il male, il trionfo dell'umiltà sull'orgoglio, e l'attività della grazia divina. Oltre a questo, la saga include temi che spaziano dal concetto di morte e di immortalità, di misericordia e di peccato, di resurrezione, salvezza e sacrificio fino alla giustizia e al libero arbitrio. Infine Tolkien, nelle sue lettere, rende esplicito il fatto che il passo « [...] non ci indurre in tentazione, ma liberaci dal male» del Padre Nostro fu tenuto molto presente nelle descrizioni delle lotte interiori di Frodo contro il potere dell'Unico Anello.
Temi religiosi non solo cristiani, comunque, sono largamente presenti nella Terra di Mezzo di Tolkien. Per esempio, degli Ainur (una razza di esseri angelici creatori del Mondo) fanno parte i Valar, il pantheon di "dèi" responsabili del mantenimento di tutte le cose del mondo, e i loro servitori, i Maiar; le loro figure evocano chiaramente le mitologie greca e norrena, sebbene essi (gli Ainur in generale e lo stesso mondo) siano tutte creazioni di una divinità monoteistica, Eru Ilúvatar, l' "Unico". Anche se qualsiasi esplicito riferimento alla religione è stato intenzionalmente tralasciato nel Signore degli Anelli (a parte pochissime citazioni dalla mitologia, come "il Grande Nemico", riferito a Morgoth), troviamo informazioni a questo proposito nelle varie versioni del materiale contenuto nel Silmarillion. Altri elementi mitologici presenti nell'opera, sono, ad esempio, gli esseri viventi non umani (Elfi, Nani, Hobbit, Ent e molti altri), Tom Bombadil (la cui natura non è mai stata chiarita dall'autore), e gli spiriti o fantasmi delle Tumulilande.
Le mitologie del nord Europa sono spesso le più riconoscibili influenze non cristiane di Tolkien. I suoi Elfi e i Nani sono largamente basati sulla mitologia norrena; nomi come "Gandalf", "Terra di Mezzo" (Middle-Earth deriva direttamente dal norreno Miðgarðr, che nella mitologia scandinava è uno dei nove mondi di cui è composta la realtà), o molti dei nomi propri dei Nani, sono direttamente derivati da miti scandinavi. La figura di Gandalf, in particolare, è influenzata dalla divinità germanica Odino, nella sua incarnazione di un vecchio con una lunga barba bianca, un cappello a tesa larga e un bastone; Tolkien stesso disse di pensare a Gandalf come un «viandante odinico» in una lettera del 1946.

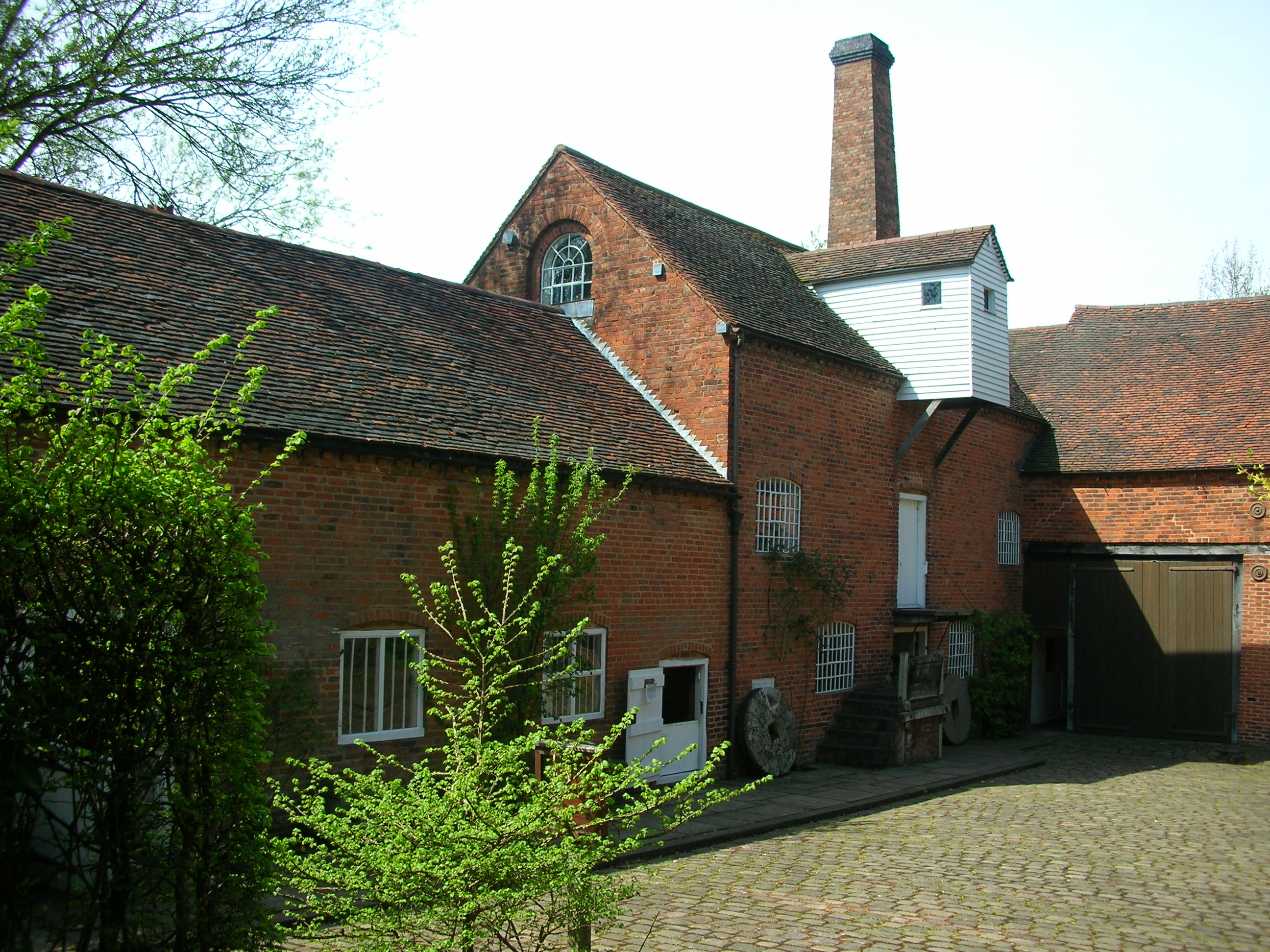
Sarehole Mill, parte dei luoghi che hanno influenzato il giovane Tolkien

La mitologia finlandese, e più precisamente il poema epico Kalevala, fu ancora riconosciuta da Tolkien come fonte d'ispirazione per la Terra di Mezzo. In un modo simile al Signore degli Anelli, la trama del Kalevala si accentra attorno ad un magico oggetto dai grandi poteri, il Sampo, che dona molta fortuna a colui che lo possiede, ma senza rivelare la sua esatta natura: come l'Unico Anello, il Sampo è conteso tra le forze del bene e quelle del male, e scompare dal mondo una volta distrutto, alla fine della storia. Un altro parallelo può essere fatto per quanto riguarda il mago Väinämöinen, che è molto simile a Gandalf nella sua natura di saggio immortale, ed entrambe le opere terminano con lo stregone che si allontana su una nave diretta verso un mondo al di là di quello mortale. Tolkien basò anche il Quenya sulla lingua finlandese.
Importantissime furono anche le fiabe popolari dell'Europa nord-occidentale, uscite in numerose raccolte a partire dall'Ottocento, come The Shadow-walkers, Popular Tales from the Norse e English Fairy Tales, e le ballate folcloriche, per esempio The English and Scottish Popular Ballads o Danmarks gamle Folkeviser. Racconti popolari del Kentucky potrebbero essere all'origine dei «buoni nomi campagnoli» come Boffin, Baggins e altri, come testimonia un amico di Tolkien a cui l'autore chiedeva di raccontargli queste storie.
Un anello dai poteri molto simili a quelli dell'Anello di Sauron è presente nella Repubblica di Platone, precisamente nel mito dell'Anello di Gige. La storia narra di un pastore, Gige, il quale trova un anello magico che ha il potere di rendere invisibili; sentendosi al riparo dalla vista altrui, nonostante fosse sempre stato un uomo onesto, ne approfitta per uccidere il re della città e sposarne la moglie. Quello dell'anello dotato di particolari poteri, comunque, è un topos largamente presente in tutta la cultura occidentale, e si potrebbero citare molti romanzi medievali che mettono in scena un anello magico, uno su tutti l'anello magico di Angelica nell'Orlando furioso di Ludovico Ariosto.
Infine, Il Signore degli Anelli riflette molto anche delle esperienze personali della vita Tolkien. Particolarmente importante fu il suo ruolo sul fronte della prima guerra mondiale e quello del figlio nella seconda. L'azione centrale del libro, il climax di una guerra che alla sua conclusione termina un'era, è sì l'evento che contrassegna diversi poemi della letteratura nordica, ma è anche un chiaro riferimento alla Grande Guerra, che a suo tempo fu definita "l'ultima guerra".
Tolkien, inoltre, si ispirò alla sua infanzia a Sarehole (un villaggio adesso parte di Birmingham) per creare alcuni paesaggi e personaggi. È stato inoltre suggerito che La Contea e i suoi dintorni siano modellati sul territorio attorno allo Stonyhurst College, nel Lancashire, dove Tolkien amava vagare negli anni quaranta del Novecento.
Dopo la pubblicazione del Signore degli Anelli, molti specularono sulle numerose allegorie che sarebbero presenti nell'opera, come ad esempio la critica alla società industriale, che distrugge e non tiene conto dell'ambiente (nell'esercito di Orchi che deforestano Isengard per avere abbastanza legname per le loro macchine), o lo stesso Anello, che venne spesso associato alla bomba atomica. Tolkien, però, specificò nella prefazione del romanzo che non sopportava le allegorie, e che quindi nel libro non ve ne erano di volute.

#### Fonti letterarie
Passando alle fonti strettamente letterarie da cui si presume abbia tratto ispirazione Tolkien, bisogna certamente partire dal Beowulf, romanzo epico in antico inglese approfonditamente studiato e tradotto dall'autore. Altre opere anglosassoni che si potrebbero citare sono poemi quali La rovina, L'errante, La battaglia di Maldon (di quest'ultimo scriverà un seguito in Il ritorno di Beorhtnoth figlio di Beorhthelm), Maxims I e II, Exodus, un singolare esempio di materiale cristiano elaborato in stile eroico, ed infine Finn e Hengest, i cui temi principali sono la storia, la continuità dell'ideale eroico, e i rapporti tra il pensiero cristiano e quello pagano (di queste ultime due opere sono uscite edizioni curate da Tolkien stesso).
Nell'elaborazione del suo personale linguaggio mitico, Tolkien potrebbe aver preso in prestito anche alcuni elementi dalla Saga di Volsung, la base per il successivo Nibelungenlied e per la tetralogia di Richard Wagner L'anello del Nibelungo. In entrambe le opere, infatti, sono presenti un anello d'oro dai grandi poteri e una spada spezzata che viene riforgiata. Nella Saga di Volsung, questi oggetti hanno nome rispettivamente Andvaranautr e Gramr e si possono facilmente ricollegare all'Unico Anello e a Narsil. In proposito, Tolkien una volta scrisse in risposta ad un traduttore svedese che faceva presente come l'Unico Anello fosse «in un certo modo» l'anello di Wagner: «Entrambi gli anelli sono rotondi, e le somiglianze finiscono qui».
Interessanti per tematiche e motivi sono anche i romanzi medievali, alcuni dei quali furono curati dallo stesso Tolkien (Sir Gawain, Pearl, Sir Orfeo, Ancrene Wisse), o i romanzi cavallereschi tedeschi. Citiamo in particolare il Brut di Layamon, ricettacolo di tradizioni (e da cui l'autore riprende la parola dwimmerlaik, usata da Éowyn), le leggende di san Michele e san Brendano di Clonfert che costituiscono spunti più tardi, e i Lai di Maria di Francia. Infine non possiamo non nominare Il viaggio di Bran, poema irlandese.
Anche il Macbeth di Shakespeare influenzò certamente l'opera di Tolkien. Per la distruzione di Isengard da parte degli Ent, infatti, si ispirò all'episodio della tragedia in cui la foresta di Birnam (un villaggio vicino Dunkeld, in Scozia) si muove verso le colline di Dunsinane. Tolkien pensò che l'espediente degli uomini travestiti da cespugli, usato nel Macbeth, non fosse abbastanza impressionante, e perciò pensò di usare proprio gli alberi come soldati. Inoltre la profezia fatta dalle streghe a Macbeth, secondo cui egli non verrà ucciso da alcun uomo nato da donna, riecheggia fortemente nella profezia di Glorfindel sul Re stregone di Angmar.
Alcune opere storiografiche, inoltre, potrebbero avere lasciato il segno nell'opera di Tolkien, come Declino e caduta dell'Impero Romano di Edward Gibbon (ad esempio vi si trovano i nomi "Radagaisus" Radagast e "Fredegarius" Fredegario), la Storia dei Danesi di Saxo Grammaticus, oppure la Storia dell'arte della guerra nel Medioevo di Charles Oman, i cui le tribù germaniche somigliano molto ai cavalieri del Mark.
Sul versante della letteratura moderna, infine, Tolkien potrebbe aver tratto ispirazione da George MacDonald con le sue fiabe La principessa e i goblin del 1872, La principessa e Curdie del 1882, Phantastes del 1858 e Lilith del 1895 (a detta dello stesso Tolkien, quest'ultima sarebbe l'opera a cui più si è ispirato), oltre che da William Morris, autore di Il bosco dietro al mondo (forse ispirazione per la foresta di Fangorn), La casa dei Wolflings nel 1888, Le radici della montagna nel 1889 (ispirazione per Gollum), La piana brillante nel 1891 (che tratta della ricerca delle Terre Imperiture). Infine possiamo aggiungere all'elenco anche Rudyard Kipling con Puck delle colline (1906) e Storie e leggende (1910).
Osservando numerose apparenti affinità fra La ballata del Cavallo Bianco (1911) di Gilbert Keith Chesterton e Il Signore degli Anelli, Christopher Clausen sostenne che Tolkien si era ispirato profondamente al poema di Chesterton, quasi ricalcandolo. In seguito si è scoperto che al contrario Tolkien giudicava assai negativamente il Cavallo Bianco; nonostante questo, Joseph Pearce concorda con Clausen nel dire che c'è almeno un'influenza indiretta di Chesterton su Tolkien.

## Pubblicazione

### Edizione inglese e forma editoriale
L'opera era inizialmente concepita da Tolkien per essere pubblicata in un unico grande volume, ma la crisi economica post-bellica rese impossibile reperire così grandi quantità di carta. Il romanzo fu dunque diviso in tre volumi, ciascuno contenente due libri:
- La Compagnia dell'Anello (The Fellowship of the Ring): libri I e II, preceduti da un prologo;
- Le due torri (The Two Towers): libri III e IV;
- Il ritorno del re (The Return of the King): libri V e VI, appendici e indici.

L'autore non amò particolarmente il titolo dato al secondo volume, Le due Torri, in quanto, dovendo riunire i due libri centrali sotto un'unica denominazione, egli stesso, in La realtà in trasparenza, commentò così: «"Le due torri" è il tentativo più riuscito di trovare un titolo che comprenda i libri tre e quattro che sono così diversi; e può essere lasciato ambiguo — potrebbe riferirsi a Isengard e Barad-dûr, o a Minas Tirith e Barad-dûr; oppure a Isengard e Cirith Ungol». A Tolkien non piacque nemmeno il titolo del terzo volume, Il ritorno del Re, ritenendo che facesse intuire troppo dello sviluppo finale della storia; inizialmente aveva infatti suggerito il titolo La guerra dell'Anello (The War of the Ring), che però non venne accettato dagli editori.
I sei libri in cui è divisa l'opera non hanno dei titoli ufficiali; in una lettera, Tolkien suggeriva:
- Libro I: Il ritorno dell'ombra (The Return of the Shadow)
- Libro II: La Compagnia dell'Anello (The Fellowship of the Ring)
- Libro III: Il tradimento di Isengard (The Treason of Isengard)
- Libro IV: Il viaggio a Mordor (The Journey to Mordor)
- Libro V: La guerra dell'Anello (The War of the Ring)
- Libro VI: Il ritorno del Re (The Return of the King)

Per la grandissima diffusione dell'edizione in tre volumi, in uso ancora oggi, solitamente ci si riferisce alla «trilogia del Signore degli Anelli»; questo, però, è un termine tecnicamente sbagliato, dal momento che il libro fu scritto e concepito come un unicum: sia il primo sia il secondo volume lasciano completamente in sospeso le vicende dei vari personaggi. Originariamente, le tre parti vennero pubblicate per la prima volta dalla Allen & Unwin negli anni 1954-1955, a distanza di alcuni mesi l'uno dall'altro. Il romanzo fu successivamente ristampato molte volte da diversi editori, in versioni da uno, tre, quattro (con le appendici pubblicate separatamente), sei o sette (idem) volumi.
Una delle edizioni inglesi più pregevoli rimane quella di HarperCollins, contenente cinquanta illustrazioni di Alan Lee, e pubblicata in occasione del centenario della nascita di Tolkien nel 1992. Esiste anche un'edizione inglese in sette volumi che segue la divisione in sei libri indicata da Tolkien, ma con le appendici spostate dalla fine del VI libro ad un volume separato.

### Edizione statunitense
Nei primi anni sessanta, Donald Allen Wollheim, un editore specializzato in fantascienza della Ace Books, si rese conto che Il Signore degli Anelli non era protetto dalle leggi statunitensi sul copyright, dal momento che l'edizione statunitense era stata realizzata saldando pagine stampate in Gran Bretagna per l'edizione britannica. La Ace Books pubblicò allora un'edizione del libro non autorizzata e senza pagare alcun compenso all'autore, il quale raccontò la verità ai numerosi fan statunitensi che gli scrivevano e che iniziarono a mobilitarsi contro la casa editrice. Le pressioni esercitate su Ace Books arrivarono al punto di forzare la casa editrice a cancellare la pubblicazione e a risarcire Tolkien, anche se con una cifra di entità inferiore a quella che sarebbe stata pagata in caso di una pubblicazione regolare.
Ad ogni modo, questo inizio difficile venne compensato ampiamente quando un'edizione autorizzata della Ballantine Books ebbe un incredibile successo commerciale. Per la metà degli anni sessanta il libro, grazie all'enorme diffusione avuta negli Stati Uniti, era diventato un vero e proprio fenomeno culturale. In breve tempo, esso venne tradotto in numerosissime lingue, ottenendo un grande successo in tutto il mondo. Tolkien, esperto di filologia, esaminò personalmente alcune di queste traduzioni, commentandole e dando suggerimenti su ognuna, migliorando sia le traduzioni che il proprio lavoro. L'enorme successo popolare della saga epica di Tolkien aumentò la richiesta di libri del genere fantasy che, grazie a Il Signore degli Anelli, fiorì per tutto il corso degli anni sessanta.
In seguito al successo del libro, un gran numero di opere derivate apparirono in breve sul mercato, tante da creare un nuovo genere letterario. Per definirlo, nacque il termine Tolkienesque ("Tolkieniesco", diverso dal più comune e non dispregiativo "Tolkieniano"), usato per indicare quei prodotti che ricalcano in maniera pedissequa (anche al limite del plagio) personaggi, storia e temi del Signore degli Anelli.

### Edizioni italiane
In Italia la prima pubblicazione parziale del libro avvenne nel 1967, quando la Casa Editrice Astrolabio pubblicò il primo tomo, La Compagnia dell'Anello, nella traduzione di Vittoria Alliata di Villafranca, allora 17enne. L'operazione ebbe scarso successo, tant'è che l'editore decise di non pubblicare gli altri due volumi. Solo nel 1970 l'editore Rusconi stampò finalmente il romanzo completo, con un'introduzione di Elémire Zolla. Il testo era ancora quello usato dall'Astrolabio, ma la traduzione fu limata e rivista dal curatore Quirino Principe.
Nel 2003, sull'onda del successo dei film di Peter Jackson, l'Editore Bompiani - che dal 2000 aveva preso in catalogo Tolkien, rilevandolo dalla Rusconi - pubblicò una nuova edizione riveduta: con il coordinamento della Società Tolkieniana Italiana, tutto il testo fu digitalizzato e corretto, eliminando circa quattrocento errori di scrittura e modificando la traduzione di alcuni termini (ad esempio, l'inglese Orc fu tradotto con "Orco" invece del precedente “Orchetto"). Nella nuova versione, tuttavia, sono rimasti omissioni ed errori non rilevati. In un'intervista al Convegno Endòre di Brescia del 21 marzo 2004, Vittoria Alliata di Villafranca difese le sue scelte traduttive, ribadendo di avere seguito le indicazioni di Tolkien (in linea con i principi espressi successivamente in Guide to the names of the Lord of the Rings) per tradurre Orcs con «Orchetti» e per la resa in italiano dei termini scartati nella revisione effettuata da Principe.
Dal gennaio 2020, tutte le copie dell'opera che presentano questa traduzione sono state ritirate dalla vendita a causa di una controversia sorta tra l'editore Bompiani e la Alliata.
Nell'ottobre 2019 è stata pubblicata la prima parte dell'opera con la nuova traduzione ad opera di Ottavio Fatica. La seconda parte, Le due torri, è uscita nel maggio 2020; la terza, Il ritorno del re a luglio 2020.
Nel novembre 2020, Bompiani pubblica la trilogia de Il Signore degli Anelli, nella traduzione di Ottavio Fatica (qui ancora riveduta e corretta), in un unico volume, accompagnata da cinquanta illustrazioni di Alan Lee.

## Trama

### Prologo
Il prologo serve a fornire al lettore le principali informazioni sugli hobbit: in particolare, viene raccontata la loro migrazione dall'est della Terra di Mezzo e vengono descritti le loro abitudini e l'ordinamento della Contea. È presente inoltre un breve riassunto delle vicende narrate ne Lo Hobbit, in particolare quelle relative al ritrovamento dell'Unico Anello da parte di Bilbo nella caverna di Gollum.

### La Compagnia dell'Anello

#### Libro I
Il romanzo ha inizio con la festa del 111º compleanno di Bilbo e del 33° di suo nipote Frodo. Alla fine della festa, Bilbo comunica a tutti i presenti che intende lasciare la Contea per sempre e, dopo essersi infilato l'anello, sparisce, ma viene raggiunto a Casa Baggins da Gandalf, che riesce a convincerlo a lasciare l'anello a Frodo. Lo stregone comincia a sospettare della natura dell'anello, perciò consiglia a Frodo di non adoperarlo mai e si allontana da Casa Baggins alla ricerca della verità.
Diciassette anni dopo, Gandalf scopre che l'anello in possesso di Frodo è l'Unico Anello, forgiato molti anni prima dall'Oscuro Signore Sauron dopo che questi ebbe indotto con l'inganno i fabbri elfici dell'Eregion a creare gli Anelli del Potere: di questi, 9 furono donati agli uomini, che ne furono corrotti e si trasformarono in Nazgûl, 7 ai i nani, che si rivelarono però molto più resistenti del previsto al loro influsso maligno, e 3 agli elfi; questi ultimi, a differenza degli altri, furono forgiati senza l'aiuto di Sauron e gli sono sempre rimasti celati, perciò non sono contaminati dal suo potere, anche se rimangono comunque legati al destino dell'Unico. Sauron tuttavia lo perse dopo essere stato sconfitto dal re elfico Gil-galad e dal re dei Dúnedain Elendil al culmine della battaglia dell'Ultima Alleanza tra Elfi e Uomini. Isildur, figlio di Elendil, si impadronì quindi dell'Anello tagliando il dito di Sauron con il moncone di Narsil, la spada di suo padre, ma non lo distrusse: egli fu ucciso in un'imboscata degli orchi e l'Anello si smarrì nel fiume Anduin. Dopo più di 2000 anni, esso fu trovato da Gollum, che lo custodì per centinaia di anni fino al momento in cui l'Anello, dotato di volontà propria, decise di abbandonarlo per poi essere inaspettatamente raccolto da Bilbo, come è stato narrato ne Lo Hobbit. Alla luce di queste informazioni, Gandalf esorta Frodo ad allontanarsi al più presto dalla Contea.
Dopo aver festeggiato il cinquantesimo compleanno e aver atteso invano il ritorno di Gandalf, partito frettolosamente tre mesi prima, Frodo si mette in cammino insieme a Sam e al cugino Pipino. Durante il viaggio, i tre hobbit si imbattono in alcuni Nazgûl, che hanno preso le sembianze di Cavalieri Neri e sono a caccia dell'Anello. Essi vengono però scacciati da un gruppo di elfi guidato da Gildor. Gli hobbit passano la notte in compagnia degli elfi, e il giorno successivo arrivano alla fattoria del signor Maggot, che li conduce al traghetto di Buckburgo, dove li raggiunge l'amico Merry. Una volta arrivato nella sua nuova casa a Crifosso, Frodo scopre che Merry e Pipino sono al corrente della sua missione e che Sam è il loro informatore: essi decidono quindi di accompagnare Frodo nel suo pericoloso viaggio. L'indomani, per sfuggire ai Cavalieri Neri, i quattro hobbit si inoltrano nella Vecchia Foresta, dove vengono attaccati dal Vecchio Uomo Salice. Sono però salvati da Tom Bombadil, che li ospita per due notti nella sua casa. In seguito, Tom Bombadil aiuta gli hobbit anche a superare i Tumulilande, infestati dagli Spettri dei Tumuli, e a raggiungere il villaggio di Brea.
A Brea, gli hobbit incontrano un ramingo di nome Grampasso, che non incute molta fiducia. L'oste Omorzo Cactaceo fa però recapitare a Frodo una lettera scrittagli da Gandalf tre mesi prima in cui gli viene consigliato di affidarsi a Grampasso, perciò gli hobbit accettano il ramingo come loro guida. Per sfuggire all'inseguimento dei Cavalieri Neri, che nel frattempo hanno raggiunto Brea, Grampasso conduce gli hobbit a Gran Burrone. Una notte, mentre gli hobbit e Grampasso si trovano a Colle Vento, i Cavalieri Neri tendono loro un agguato, e Frodo viene ferito con un pugnale. Grazie all'aiuto dell'elfo Glorfindel, giunto in soccorso dei viandanti, Frodo viene portato in tempo a Gran Burrone, mentre i Cavalieri Neri vengono travolti dall'inondazione del fiume Bruinen, risultando pertanto temporaneamente sconfitti.

#### Libro II
A Gran Burrone, Frodo si ristabilisce grazie alle cure di Elrond e incontra Gandalf, che gli spiega di aver fatto ritardo perché è stato trattenuto, senza tuttavia anticipare altro. Il giorno successivo, essi partecipano al Consiglio di Elrond, durante il quale questi narra della forgiatura degli Anelli del Potere e dell'Unico Anello, dell'ascesa e della caduta del regno di Númenor, della fondazione dei reami di Arnor e Gondor da parte degli esuli númenóreani guidati da Elendil e dai figli Isildur e Anárion, della vittoriosa battaglia dell'Ultima Alleanza, in cui Anárion, Elendil e Gil-Galad persero la vita, della morte di Isildur dopo che ebbe deciso di non distruggere l'Anello e dei successivi declini dei reami di Arnor, che fu distrutto senza che tuttavia la linea di Isildur si estinguesse, e di Gondor, il cui trono rimase vacante perché la linea di Anárion si estinse. Subito dopo, Grampasso mostra i frammenti di Narsil e rivela la sua vera identità: egli è Aragorn, e attraverso molte generazioni discende da Isildur, perciò è il legittimo successore al trono di Gondor. In seguito, Gandalf riferisce anche che il capo degli stregoni Saruman ha tradito la sua missione e ha reclamato l'Anello per sé. Dal momento che Gandalf si è rifiutato di esserne complice, Saruman lo ha imprigionato, ma Gandalf è riuscito a fuggire grazie all'aiuto di Gwaihir.
Alla fine della riunione, viene constatato che per sconfiggere definitivamente Sauron non si può fa altro che distruggere l'Anello gettandolo nel Monte Fato. Frodo si offre volontario per completare la missione: sarà lui a dover raggiungere l'oscuro reame di Mordor e a distruggere per sempre l'Anello, anche perché l'unico apparentemente in grado di resistere alle tentazioni dello stesso. Otto compagni lo accompagneranno nella sua missione: Gandalf, Aragorn, l'elfo Legolas, il nano Gimli, il figlio del sovrintendente di Gondor Boromir e i suoi amici Sam, Merry e Pipino.
Due mesi dopo il Consiglio, il viaggio ha inizio: in un primo momento, la Compagnia tenta di superare le Montagne Nebbiose attraverso il passo di Caradhras, ma fallisce a causa di una tempesta di neve, perciò decide di attraversare le antiche miniere di Moria. Una volta entrati nelle miniere, i compagni scoprono che la colonia di nani guidata da Balin, uno dei tredici compagni di viaggio di Bilbo, è stata sterminata dagli orchi. Dopo essere sopravvissuti ad un loro attacco, essi si imbattono in un Balrog. Gandalf sfida il Balrog a duello, ma cade nell'abisso insieme al demone, mentre il resto della Compagnia riesce a raggiungere il regno elfico di Lothlórien, governato dal Signore Celeborn e dalla Dama Galadriel. Durante la permanenza, Galadriel permette a Frodo e Sam di guardare nel suo specchio: essi hanno visioni di eventi passati, presenti e futuri. Frodo rimane talmente turbato da ciò che ha visto nello specchio che offre l'Anello a Galadriel, la quale tuttavia rifiuta e gli rivela che ella è la custode di Nenya.
Prima della partenza della Compagnia, Galadriel elargisce molti doni ai compagni, che seguono il lungo corso del fiume Anduin a bordo di tre barche fornite loro dagli elfi. Una volta raggiunto Amon Hen, Boromir cerca di convincere Frodo a dargli l'Anello. Questa richiesta spaventa molto Frodo, il quale, dopo essersi allontanato da Boromir, turbato dall'avidità e dalla bramosia dei suoi stessi compagni d'arme, decide di separarsi dal gruppo e si avvia alle barche senza avvertire nessuno, ma Sam, intuendo la scelta del suo padrone, lo raggiunge e i due hobbit proseguono insieme il viaggio verso Mordor.

### Le due torri

#### Libro III

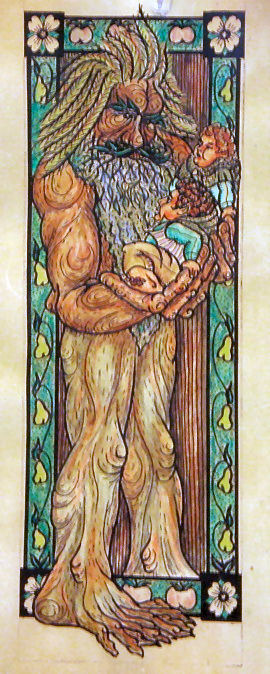
Barbalbero assieme a Pipino e Merry in un'illustrazione.

Un gruppo di Uruk-hai inviato da Saruman raggiunge Amon Hen e attacca alcuni membri della Compagnia. Boromir cerca di proteggere Merry e Pipino, ma viene ucciso e i due hobbit rapiti. Dopo aver caricato il corpo di Boromir su una delle tre barche, Aragorn, Legolas e Gimli si lanciano all'inseguimento dei due hobbit rapiti attraverso le pianure di Rohan: essi seguono le tracce degli Uruk-hai, che nel frattempo hanno costretto un contingente di orchi di Mordor ad accompagnarli dopo averne uccisi alcuni, e arrivano ai margini della foresta di Fangorn. Qui, gli orchi vengono uccisi da un'orda di Rohirrim guidata da Éomer, il nipote del re di Rohan Théoden. Merry e Pipino riescono a sfuggire al massacro e si nascondono nella foresta di Fangorn, dove fanno la conoscenza dell'Ent Barbalbero. Aragorn, Legolas e Gimli seguono le tracce degli hobbit nella foresta e trovano un redivivo Gandalf.
Lo stregone spiega ai tre cacciatori che, dopo aver ucciso il Balrog, è morto anche lui, ma è stato nuovamente inviato sulla Terra di Mezzo per terminare la sua missione. Gandalf inizialmente era stato scambiato per Saruman perché indossa delle vesti bianche, ma egli chiarisce ai tre compagni il fatto che ora è divenuto il capo del suo ordine al posto dello stregone traditore. Dopo aver tranquillizzato i tre cacciatori sulla sorte di Merry e Pipino, tutti insieme si recano nella capitale del regno di Rohan, Edoras. Qui liberano il re Théoden dall'influenza maligna di Grima Vermilinguo, spia di Saruman. Théoden raduna le sue forze e decide di cavalcare con i suoi uomini verso l'antica fortezza del Fosso di Helm, mentre Gandalf si allontana per cercare l'aiuto di Barbalbero, che nel frattempo, dopo aver riunito gli altri Ent nell'Entaconsulta, ha deciso di assediare Isengard, la fortezza di Saruman, accompagnato da Merry e Pipino.
Intanto, le forze di Saruman assediano il Fosso di Helm e riescono a penetrare sempre più all'interno della fortezza. Alle prime luci dell'alba, mentre Théoden e Aragorn tentano di rompere l'assedio con una disperata sortita a cavallo, giunge inaspettatamente Gandalf assieme ad una divisione di Rohirrim e agli Ucorni inviati da Barbalbero, che sterminano gli Uruk-hai. Dopo la vittoria, Gandalf, Aragorn, Théoden e gli altri decidono di andare ad Isengard per convincere Saruman a redimersi, ma questi non rinnega le sue azioni malvagie, perciò Gandalf gli spezza il bastone e lo espelle dal suo ordine. Poco dopo, Pipino guarda in un Palantír, cioè una pietra che Saruman utilizzava per comunicare con Sauron e che in precedenza era stata lanciata da Grima Vermilinguo per uccidere Gandalf. Sauron offre involontariamente a Pipino uno sguardo sulla città che ha intenzione di attaccare nella sua prossima guerra di conquista, cioè Minas Tirith. Per avvertire il sovrintendente di Gondor dell'imminente pericolo, Gandalf si reca a Minas Tirith con Pipino in groppa al suo cavallo Ombromanto.

#### Libro IV
Nel frattempo, Frodo e Sam continuano il loro viaggio verso Mordor. Mentre vagano negli Emyn Muil, riescono a catturare Gollum, il quale li stava seguendo fin da Moria alla ricerca del suo vecchio Anello. Sam avrebbe voluto uccidere Gollum, ma Frodo prova pietà per lui e decide di risparmiarlo, anche se lo costringe a giurare sull'Anello di aiutarlo a raggiungere Mordor. Dopo che hanno attraversato le Paludi Morte, Sam ascolta un dialogo tra Gollum e il suo alter-ego Sméagol: il primo vorrebbe impadronirsi dell'Anello, mentre il secondo vorrebbe aiutare gli hobbit.
Una volta giunti ai Cancelli del Morannon, questi si rivelano ben protetti e impossibili da superare, perciò Gollum consiglia a Frodo e Sam di intraprendere una strada nascosta lungo le montagne, che porta al valico di Cirith Ungol. Nei boschi dell'Ithilien, si imbattono in un gruppo di raminghi comandati da Faramir, fratello minore di Boromir, che li conduce nella caverna di Henneth Annûn. Qui, Sam rivela involontariamente a Faramir la missione di Frodo, ma Faramir, a differenza del fratello maggiore, non si fa tentare dall'Anello e permette ai due hobbit di proseguire la missione.
Una volta raggiunto il valico di Cirith Ungol, all'interno del quale i due hobbit devono servirsi della fiala che Galadriel aveva in precedenza donato a Frodo, scoprono che Gollum li ha traditi: qui, infatti, abita il malvagio ragno Shelob, che colpisce Frodo con il suo pungiglione immobilizzandolo. Sam riesce infine ad avere la meglio prima su Gollum poi sul ragno, ma pensando che Frodo fosse morto gli prende l'Anello e decide di portare al termine la missione da solo. Dalla vicina torre di Cirith Ungol arrivano alcuni orchi che, trovato Frodo, lo fanno prigioniero. Sam, infilatosi l'Anello, capisce dai dialoghi tra gli orchi che Frodo è ancora vivo, pertanto li insegue fino all'esterno della fortezza.

### Il ritorno del re

#### Libro V
Gandalf e Pipino arrivano a Minas Tirith per avvisare il sovrintendente Denethor dell'imminente attacco di Sauron, mentre Théoden raduna le armate di Rohan per cavalcare anch'egli alla volta della capitale del regno di Gondor. Aragorn, invece, accompagnato da Legolas, da Gimli e dalla Grigia Compagnia dei Dúnedain, decide di intraprendere i Sentieri dei Morti per convincere l'esercito dei morti, che in passato aveva tradito Isildur ed era per questo condannato a non trovare pace, a scendere in guerra contro i corsari di Umbar, alleati di Sauron. Una volta annientati i nemici, Aragorn libera l'esercito dei morti e si impadronisce delle navi dei corsari.
Intanto, Denethor invia il figlio Faramir a Osgiliath, l'antica capitale di Gondor, per tentare di riconquistarla, ma questi rimane ferito in modo apparentemente mortale durante la ritirata: comincia così l'assedio di Minas Tirith. Subito dopo l'arrivo dei Rohirrim sul campo di battaglia, lo stregone viene informato da Pipino della volontà di Denethor di bruciarsi vivo insieme al figlio: anche se non riescono a far desistere il sovrintendente dalla sua follia suicida, riescono comunque a salvare Faramir. Nel frattempo Éowyn, sorella di Éomer, giunta in incognito a Minas Tirith insieme a Merry, riesce ad uccidere il Re stregone di Angmar, capo dei Nazgûl, con l'aiuto dello hobbit, anche se poi rimangono entrambi feriti. Théoden, invece, muore schiacciato dal proprio cavallo Nevecrino. Quando si vedono arrivare le navi dei corsari di Umbar, la sconfitta sembra imminente, ma dalle navi scendono Aragorn e i suoi compagni: la battaglia termina dunque a favore delle forze del bene. Dopo la vittoria Aragorn, ormai rivelatosi come il legittimo re, si reca nelle Case di Guarigione, dove cura Faramir, Éowyn e Merry.
Dal momento che l'Anello non è stato ancora distrutto, Aragorn, Éomer e Gandalf decidono di muoversi verso i Cancelli del Morannon con la speranza di distrarre le forze del Nemico e di aprire la strada a Frodo verso il Monte Fato. Una volta arrivati al Cancello Nero, però, fuoriesce un esercito di orchi infinitamente superiore dal punto di vista numerico: per gli assedianti si prospetta quindi una disfatta.

#### Libro VI
Con l'aiuto di Sam, Frodo riesce a liberarsi dagli orchi e a scappare dalla torre di Cirith Ungol. Una volta che Frodo è giunto all'interno della voragine del Monte Fato, la sua volontà è però totalmente annichilita dal potere dell'Anello, pertanto lo reclama per sé e se lo infila al dito. A questo punto, all'improvviso riappare Gollum, che attacca Frodo e riesce a sottrargli l'Anello staccandogli il dito con un morso ma, mettendo un piede in fallo mentre festeggia la riconquista del suo tesoro, cade nella lava, facendo involontariamente in modo che l'Anello fosse distrutto e che pertanto Sauron venisse definitivamente sconfitto.
In seguito, a Minas Tirith Aragorn viene incoronato re del Regno Riunito di Arnor e Gondor e sposa Arwen, figlia di Elrond, la quale rinuncia all'immortalità, condividendo così la scelta della dama elfica Lúthien, che scelse di divenire mortale per amore dell'umano Beren. Anche Faramir ed Éowyn, che si erano innamorati nelle Case di Guarigione, annunciano il loro matrimonio, mentre Éomer sale al trono di Rohan.
Frodo, Sam, Merry e Pipino tornano nella Contea per trovarla distrutta e asservita agli uomini di un certo Sharkey, ma riescono a convincere gli altri hobbit a ribellarsi: viene quindi combattuta la battaglia di Lungacque, che termina con la vittoria degli hobbit. Dopo la battaglia, gli hobbit si recano a Casa Baggins per regolare i conti con Sharkey, che in realtà si rivela essere Saruman. Nonostante lo stregone non mostri alcun segno di pentimento, egli viene risparmiato da Frodo, ma il suo servo Grima Vermilinguo, stanco di tutti i soprusi subiti, lo pugnala a morte, per poi essere però ucciso da alcune frecce scagliate dagli hobbit.
Una volta finita la guerra, Sam utilizza il dono che gli aveva fatto Galadriel per far rifiorire la Contea e sposa l'amata Rosa, mentre Frodo, ferito nel corpo e nello spirito a causa del lungo possesso dell'Anello, decide di salpare dai Porti Grigi per raggiungere il reame di Valinor insieme a Bilbo, a Gandalf, che si rivela essere il possessore di Narya, a Elrond, che si rivela essere il custode di Vilya e a Galadriel, che si era già rivelata essere la portatrice di Nenya.

### Appendici
Le appendici approfondiscono alcuni dettagli riguardo alla storia, alle culture, agli alberi genealogici e ai linguaggi che Tolkien immaginava per i popoli della Terra di Mezzo. Esse servono a contestualizzare il romanzo, e contiene molti dettagli che i lettori che vogliono saperne di più potranno conoscere.

#### Appendice A: Annali di re e governatori
Questa appendice fornisce un ampio background sui principali regni della Terra di Mezzo, con speciale riguardo alla storia del reame insulare di Númenor, dalla sua fondazione alla sua caduta, dei regni númenóreani in esilio sulla Terra di Mezzo di Arnor e Gondor, fondati dai sopravvissuti all'Akallabêth, del regno di Rohan e della stirpe nanica di Durin. Viene anche riportata nel dettaglio la storia d'amore tra Aragorn e Arwen.

#### Appendice B: Il calcolo degli anni
Questa appendice contiene la cronologia di Arda dalla Seconda Era in avanti, con particolare dettaglio per gli anni della Guerra dell'Anello. Vengono infine illustrati i fatti riguardanti i membri della Compagnia dell'Anello rimasti nella Terra di Mezzo dopo la partenza di Frodo: scopriamo infatti che Sam, dopo la morte di sua moglie, lascia in eredità alla figlia maggiore il Libro Rosso e si reca anch'egli nelle Terre Immortali in quanto ultimo dei Portatori dell'Anello. Sappiamo anche che Merry e Pipino viaggiano molto a Edoras e a Minas Tirith e che, dopo la loro morte, vengono seppelliti accanto ad Aragorn. Alla morte di quest'ultimo, viene raccontato che anche Legolas e Gimli si recano nelle Terre Immortali.

#### Appendice C: Alberi genealogici
Vengono riportati gli alberi genealogici delle famiglie hobbit dei Baggins, dei Tuc, dei Brandibuck, dei Gamgee e, nell'edizione italiana del 2020, dei Boffin e dei Bolgeri.

#### Appendice D: Calendario della Contea
Viene descritto il calendario della Contea, evidenziando in cosa esso si differenziasse da quello di Númenor e di Gondor.

#### Appendice E: Scrittura e pronunzia
Note sulla grafia e sulla pronuncia dei nomi nei linguaggi della Terra di Mezzo.

#### Appendice F: Notizie etnografiche e linguistiche
Informazioni sui popoli e sulle lingue della Terra di Mezzo nella Terza Era.

### Personaggi
- Hobbit
  - Frodo Baggins
  - Samvise "Sam" Gamgee
  - Peregrino "Pipino" Tuc
  - Meriadoc "Merry" Brandibuck
  - Gollum/Sméagol
  - Bilbo Baggins
- Uomini
  - Aragorn II (Grampasso)
  - Faramir
  - Denethor
  - Boromir
  - Éowyn
  - Grima Vermilinguo
  - Théoden
  - Éomer

- Maiar
  - Sauron
  - Gandalf
  - Saruman
  - Radagast
- Shelob
- Tom Bombadil[N 3]
- Elfi
  - Legolas Verdefoglia
  - Celeborn
  - Galadriel
  - Elrond
  - Arwen
  - Glorfindel
- Nani
  - Gimli
- Ent
  - Barbalbero

I personaggi in grassetto sono i componenti della Compagnia dell'Anello.

## Critiche

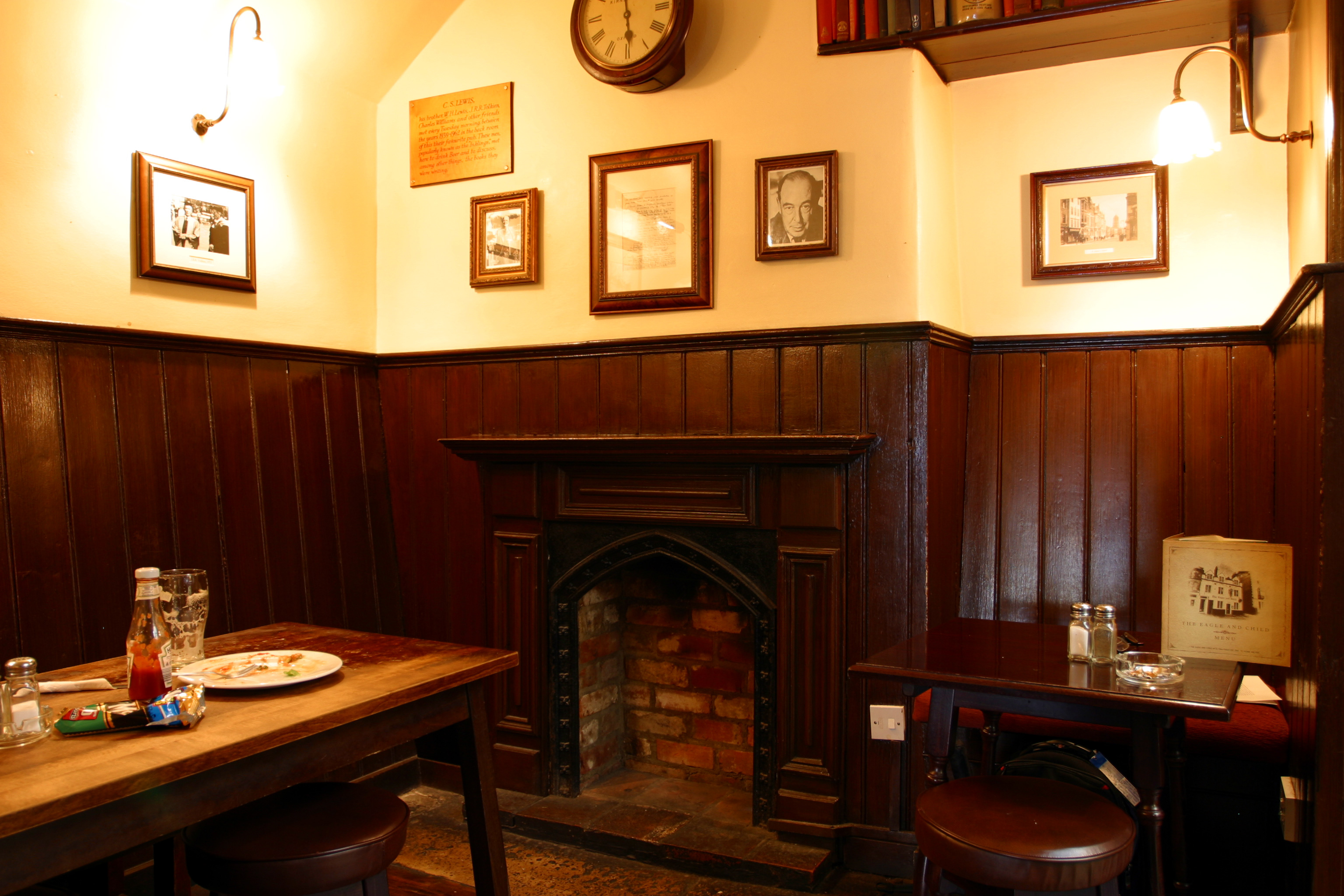
L'interno del pub Eagle and Child, luogo dove Tolkien discuteva delle sue opere con altri Inklings

L'opera ha avuto molte recensioni fin dalla sua prima pubblicazione, e il romanzo ha ricevuto valutazioni sia positive che negative. Dopo la prima pubblicazione, il Sunday Telegraph affermò che era «fra i più grandi lavori di finzione immaginaria del ventesimo secolo»; il Sunday Times scrisse: «La parte del mondo che parla inglese è divisa in due: quelli che hanno letto Il Signore degli Anelli e Lo Hobbit, e quelli che stanno per farlo»; per il New York Herald Tribune i libri di Tolkien erano «destinati ad andare oltre il nostro tempo».
Fra le recensioni negative, Judith Shulevitz, critico del New York Times, definì pedante lo stile di Tolkien, affermando che egli «ha formulato una credenza di nobili sentimenti nell'importanza della sua missione come conservatore della letteratura, la quale però risulta essere la morte per la letteratura stessa»; il critico Richard Jenkins, scrivendo su The New Republic, denotò una spiccata mancanza di profondità psicologica; per il critico sia i personaggi sia l'opera erano «anemici e senza spina dorsale».

Perfino nello stesso circolo privato di Tolkien, gli Inklings, i pareri furono discordi. Si ricorda una famosa affermazione di Hugo Dyson, espressa durante una delle letture di Tolkien al gruppo: 
(Hugo Dyson)
Un altro membro degli Inklings, C. S. Lewis, espresse un parere completamente differente dal suo collega, affermando:
(C.S. Lewis)
Fra gli scrittori, l'autore di fantascienza David Brin criticò il libro su molti aspetti, ad esempio per la devozione dell'autore a una tradizionale struttura sociale gerarchica, per il suo dipingere in maniera positiva la carneficina delle forze nemiche, e la sua maniera romantica e antiquata di vedere il mondo; Michael Moorcock, un altro famoso scrittore di fantascienza e di fantasy, nel suo saggio Epic Pooh, equipara il lavoro di Tolkien a quello di Winnie-the-Pooh, criticando questa e le altre opere dell'autore per aver rappresentato in maniera fortemente semplicistica e stereotipata la Merry England ("Inghilterra felice").
Più recentemente, l'analisi critica si è focalizzata sull'esperienza di Tolkien durante la prima guerra mondiale; scrittori come John Garth in Tolkien e la Grande Guerra, Janet Brennan Croft e Tom Shippey, hanno approfondito nel dettaglio questo aspetto e hanno comparato le immagini, le fantasie e i traumi contenuti nel Signore degli Anelli con quelli sperimentati dai soldati nelle trincee nella storia della Grande Guerra. John Carey, professore di letteratura inglese all'Università di Oxford, parlando nell'aprile 2003 durante il programma Big Read della BBC (programma che ha nominato l'opera di Tolkien “libro più amato dagli inglesi”) ha affermato che «il modo di scrivere di Tolkien è essenzialmente tipico della letteratura guerresca; forse non diretto come Wilfred Owen […] ma molto, molto interessante [...] la più solida riflessione sulla guerra scritta come fantasia».
Il Signore degli Anelli, pur non essendo stato pubblicato in brossura fino agli anni sessanta, vendette molto bene nell'edizione rilegata. Nonostante i suoi numerosi detrattori, la pubblicazione della Ace Books e della Ballantine Books aiutò Il Signore degli Anelli a diventare immensamente popolare, tanto che nel 1957 ricevette il prestigioso International Fantasy Award. In un sondaggio organizzato dalla Australian Broadcasting Corporation nel 2004 l'opera di Tolkien risultò il libro più amato dagli australiani. Da un altro sondaggio realizzato da Amazon.com sui propri clienti, nel 1999 Il Signore degli Anelli è risultato essere il "libro del millennio". Infine, nel 2004, un altro sondaggio ha rivelato che circa 250 000 tedeschi hanno scelto l'opera di Tolkien come la loro opera letteraria preferita.
Alcune analisi recenti si sono focalizzate sulle critiche espresse da alcuni gruppi minori. Una delle critiche mosse al romanzo si concentra sul presunto razzismo contenuto nell'opera; essa presenta come protagonisti razze dalla pelle bianca, come Uomini, Elfi, Nani e Hobbit, mentre come antagonisti Orchi e Uomini dalla pelle scura, presentati come una minaccia al gruppo etnico di razza bianca. Il libro inoltre menziona come causa dell'indebolimento dei Númenoreani il loro mescolarsi con "uomini inferiori”, affermazione che alcuni critici hanno associato ad una visione xenofoba dell'autore.
Questa analisi è stata criticata da molti. Nel romanzo stesso sono presenti, infatti, anche Hobbit dalla pelle scura, e alcuni Uomini dalla pelle scura sono presenti tra le file dell'esercito di Gondor durante l'assedio di Minas Tirith. Tolkien, inoltre, prova compassione per gli Uomini che servono Sauron: vedendo il cadavere di uno di questi, Sam Gamgee si chiede se egli fosse davvero malvagio oppure costretto a combattere per una causa che non condivideva. Nel libro, infine, è specificato come il declino dei Númenóreani sia dovuto a una concatenazione di vari fattori, come il loro orgoglio e la loro brama di potere.
Le accuse di razzismo risultano inconsistenti anche leggendo le parole di Tolkien stesso. In alcune lettere private, l'autore inglese definì la «dottrina della razza» e l'antisemitismo nazisti «completamente dannosi e non scientifici» e l'apartheid «terrificante».
(J.R.R. Tolkien, The Monsters and the Critics)
Nella prefazione dell'edizione riveduta e corretta, Tolkien stesso accetta alcune delle critiche, ma per la maggior parte non le analizza. Scrive infatti:
(J.R.R. Tolkien, Il Signore degli Anelli)

## Temi narrativi

### Temi religiosi
Tolkien, «cattolico di romana Chiesa», descrive il suo romanzo come «un lavoro fondamentalmente religioso e Cattolico» in quanto in esso si possono cogliere molti aspetti che caratterizzano la vita cristiana. Nell'opera si rintracciano, nondimeno, riferimenti riconducibili più generalmente alle religioni nel loro complesso e alle loro teologie. Tolkien ha dunque scelto alcuni dei temi con cui ogni cristiano si rapporta, riuscendo tuttavia a trattarli con un elegante linguaggio alternativo.
La Speranza: i popoli liberi sperano, contro ogni previsione, di riuscire a liberarsi dal male (Sauron) che lentamente e inesorabilmente sta conquistando la Terra di Mezzo: anche Saruman il Bianco, una volta estremo baluardo del Bene, è stato corrotto. Questa forte speranza è giustificata dalla Provvidenza, che nel libro influisce sulla trama continuamente e in maniera profonda, anche se a volte nascosta: Gandalf ritorna come Gandalf il Bianco per portare a termine la sua missione; il Palantír lanciato come fosse un comune sasso e usato da Pipino diventa un vantaggio per Frodo e Sam; Gollum compie ciò che Frodo non può più con l'Unico Anello, nonostante non avesse intenzione di distruggerlo. Non è il caso che guida questi eventi, così come non lo è il fatto che ci siano degli Stregoni che, almeno inizialmente, sono giunti per aiutare i popoli liberi a combattere contro il male. Continuando questo percorso si scopre come gli umili siano i veri vincitori: non solo il piccolo e umile popolo Hobbit, ma anche i più umili di esso, come Sam.
L'Umiltà: è una qualità piuttosto ricorrente nel romanzo, assieme all'Amicizia: esse danno la forza a Sam di sopportare situazioni di ogni tipo: pericolose, ingiuste e neanche affidate a lui, bensì al suo padrone (e migliore amico) Frodo. A fianco a quello dell'amicizia vi è, inoltre, il tema dell'Amore, narrato nelle storie di Aragorn ed Arwen, Éowyn e Faramir, Sam e Rosie, nonché nella leggenda di Beren e Lúthien.
La Misericordia e la Pietà: temi molto frequenti, non solo in quest'opera, ma anche negli altri scritti di Tolkien. In linea generale, il tema principale del libro potrebbe essere identificato come la lotta tra "il bene e il male", e per questo Tolkien era considerato da alcuni manicheo, dato che i personaggi del libro tendono per natura o al male assoluto o al bene assoluto. In verità non è così, dato che tutti i personaggi nel corso della loro storia hanno potuto scegliere la loro parte. In La Compagnia dell'Anello, Gandalf racconta a Frodo che Bilbo, che era una persona buona, che non poteva vedere la morte e la distruzione, non volle uccidere neanche un essere ripugnante come Gollum, proprio perché ebbe pietà di lui, e proprio la pietà di Bilbo portò alla distruzione dell'Anello, visto che, se Gollum non avesse attaccato Frodo quando si trovavano sul Monte Fato, l'Anello non sarebbe stato distrutto. A episodi come questo Tolkien dà nome di Eucatastrofe ("buona catastrofe"): il trionfo è stato quindi la conseguenza di un fallimento (da parte di Frodo) e il sacrificio (da parte di Gollum). Un altro esempio di Pietà ci è dato da quella di Théoden nei confronti di Grima Vermilinguo: il re infatti voleva ucciderlo, ma Gandalf è intervenuto, suggerendo di dargli la possibilità di scegliere da quale parte stare; anche in quel caso la pietà di Théoden ha portato a degli sviluppi positivi, come la morte di Saruman e il recupero del Palantír, nonostante che poi Grima abbia scelto di stare dalla parte del male.
Nel romanzo sono inoltre trattati il tema della Morte, a cui può essere legato anche quello del Sacrificio, la Salvezza e, attraverso riferimenti non velati, anche la tematica della risurrezione: la prima è legata all'uomo come un dono di cui nessuno conosce la natura, ma che conduce alla seconda, la salvezza, alla quale sono chiamati tutti gli esseri della Terra di Mezzo e per cui vale la pena lottare per raggiungere un mondo di pace e giustizia, privo del male. La resurrezione dalla morte avviene in Gandalf il quale, dopo lo scontro con una creatura demoniaca terribile Balrog, che riesce ad annientare e ricacciare nelle profondità della terra, ritorna alla vita per compiere la sua missione di sconfiggere il male che rischia di distruggere il mondo degli uomini. Alcuni critici (anche se non vi è uniformità di interpretazioni sull'argomento) hanno visto nell'opera di Tolkien alcuni rimandi ad una simbologia numerica cristiana.

### Temi romantici

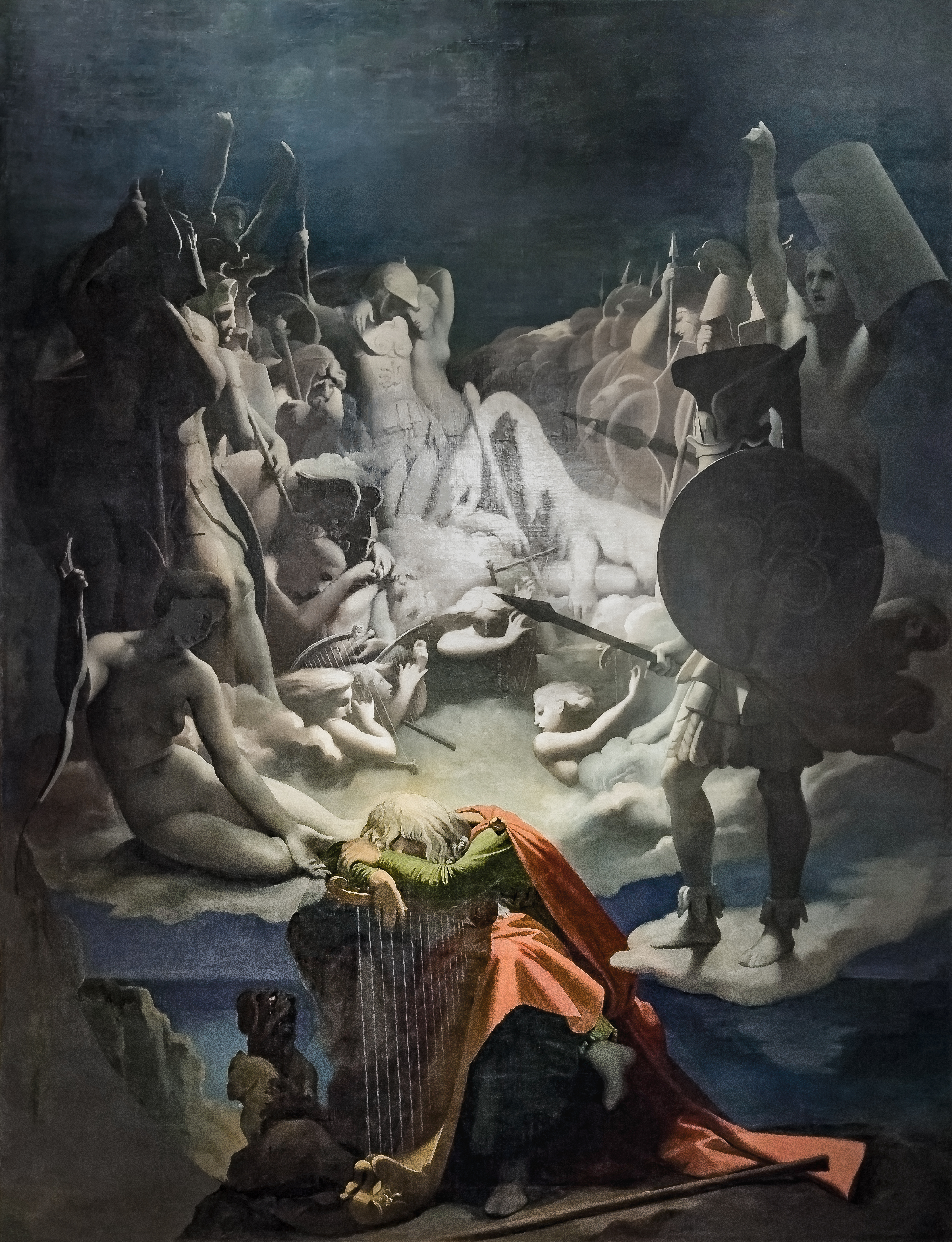
Il sogno di Ossian, Jean-Auguste-Dominique Ingres, 1813: l'eroe è schiacciato dal peso dei suoi illustri antenati.

Ne Il Signore degli Anelli vi sono vari riferimenti ad alcuni temi romantici, primo fra tutti l'Infinito, il tema romantico per eccellenza. Il desiderio di raggiungere l'infinito si manifesta nei personaggi dell'opera di Tolkien in due modi diversi: il primo è il confrontarsi dei personaggi con qualcosa più grande di loro, che schiaccia le loro piccole individualità e supera le loro possibilità, mentre il secondo è il tentativo dei personaggi di elevarsi al di sopra delle loro possibilità. Questi due temi, prettamente romantici, vengono chiamati Sehnsucht e Titanismo (Streben).

#### Lo struggimento per l'Assoluto
Lo struggimento romantico (Sehnsucht) è un sentimento diverso da quello che ha assunto in tempi recenti: esso, infatti, è esprimibile come una sorta di “smania del desiderare”, una costante frustrazione che pervade i personaggi dell'opera tolkieniana. Gli animi di Bilbo e Frodo sono devastati da questo sentimento, che li rende dipendenti dall'Anello e rende loro impossibile separarsene: senza di esso, infatti, essi divengono irascibili e depressi, arrivando quasi a fare del male a persone a loro care pur di riottenerlo. L'Anello diviene in questo modo l'Assoluto romantico, l'entità senza la quale l'uomo non riesce a liberarsi dalle sensazioni di impotenza e oppressione che gravano su di lui. Una volta distrutto l'Anello, Frodo non può più vivere nella Contea ma deve partire per il Reame Beato di Valinor, una sorta di rappresentazione della morte, l'unico modo in cui egli può attenuare il suo dolore. Anche gli Elfi dopo la distruzione del potente oggetto sono costretti a lasciare la Terra di Mezzo, in quanto anche i tre anelli elfici, connessi in qualche modo all'Unico, hanno cessato di funzionare; sono anche loro consumati quindi dalla brama dell'Assoluto romantico. Questo atteggiamento abbandonato, di disinteresse verso la vita è lo stesso che pervade le pagine di due grandi opere del romanticismo quali I dolori del giovane Werther di Goethe e le Ultime lettere di Jacopo Ortis del Foscolo; infatti, i protagonisti sono condotti al suicidio (o, nel caso di Il Signore degli Anelli, alla partenza per Valinor) da una vuotezza interiore che li corrode dall'interno. Nel libro L'anello che non tiene questo tema è stato intuito dagli autori L. Del Corso e P. Pecere. Essi infatti affermano che: «Un senso crepuscolare, di nostalgia per un tempo irrimediabilmente distante pervade l'opera, e anche le gesta più eroiche sono presenti come l'estremo, pallido riflesso di un mondo al tramonto».

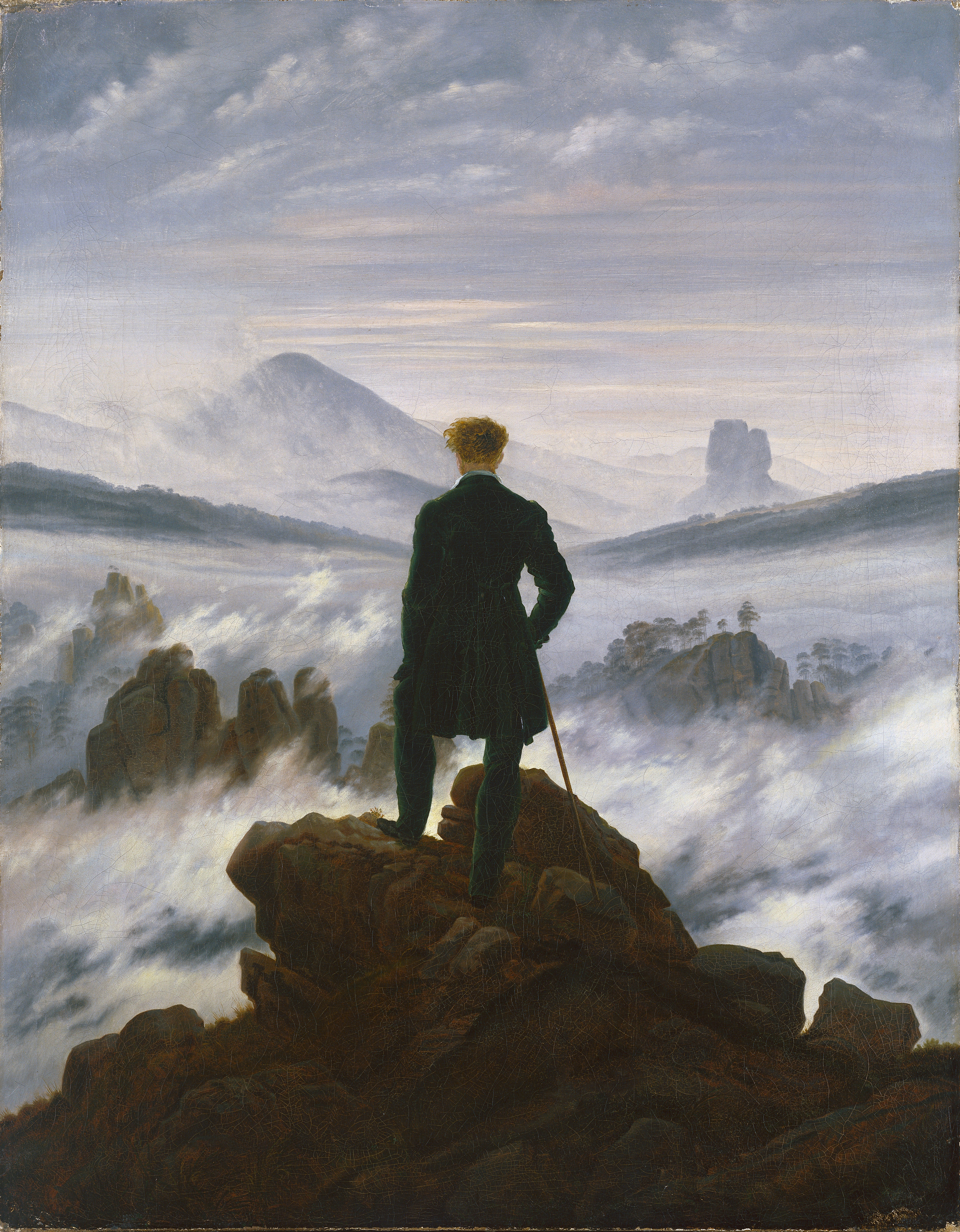
Viandante sul mare di nebbia di C. D. Friedrich: esso simboleggia i temi dell'infinito e del viaggio.

La Sehnsucht può essere infine espressa anche come nostalgia verso il passato. Nell'opera vi sono dei personaggi come Aragorn e Boromir che devono sostenere sulle loro spalle il peso delle generazioni precedenti: il primo del suo antenato Isildur, il secondo, in misura minore, del padre Denethor.
Vi sono inoltre riferimenti alla tematica del weltschmerz ("stanchezza del mondo"), di cui parla per primo il filosofo romantico Jean Paul: anche se in maniera meno spiccata che nei casi di Arwen e Lúthien, tutti gli Elfi comunque sembrano soffrire di "stanchezza del mondo" (world-weariness, weariness of world); pur essendo immortali, questo dolore, dovuto alla lunga permanenza nella Terra di Mezzo, può portarli a consumarsi o "avvizzire", dovendo transitare per forza prima o poi in Valinor, come spiegato anche ne Il Silmarillion. Questa stessa "stanchezza" pervade però anche i dúnedain come Aragorn alla fine della loro lunghissima vita, o se in qualche modo perdano la volontà di vivere (come la moglie di Denethor): essi si lasciano andare, restituendo il dono di lunga vita accordato dai Valar e innaturale per gli Uomini, e accettando il dono di Eru. Esso è la morte, che consente solo ad essi, non agli Elfi, di lasciare per sempre i confini di Arda. Qualora non lo facciano, la loro vita comunque li lascerà lo stesso, al termine di vecchiaia e decadenza naturali (come accadde agli ultimi Re di Númenor); in generale, si ridurrà in lunghezza a causa dell'influsso della Terra di Mezzo, come successe alla maggioranza degli abitanti di Gondor. L'immortalità "entro i confini del mondo" è difatti "prerogativa degli Eldar", e benché gli Uomini vedano ciò come una punizione, così non è.

#### Il viaggio
Altro importante tema ripreso dal romanticismo è quello del viaggio; questo tema è strettamente connesso alla Sensucht vista precedentemente. Infatti caratteristica dell'eroe romantico è l'essere un viandante: il viaggio rappresenta l'evasione, la fuga dalla realtà di tutti i giorni, come quello rappresentato nella celebre opera romantica dell'Enrico di Ofterdingen di Novalis. Il romanzo dell'autore inglese è tuttavia un viaggio iniziatico, nel quale l'eroe impara ad affrontare le difficoltà nel corso del romanzo, e non un viaggio di formazione, in quanto i romantici non accettano l'idea di un progresso insito nei personaggi, e, in generale, nella storia umana. Il viaggiatore romantico è, come detto, un viandante; un viaggiatore che vaga senza scopo apparente, dominato dai propri impulsi naturali. Anche i membri della Compagnia dell'Anello sono dei viandanti, apparentemente spinti dal compito di proteggere Frodo e di distruggere l'Anello, ma in realtà ognuno di essi è dominato dai propri impulsi interiori. Gandalf cerca quella sfida che lo porterebbe ad elevarsi al di sopra degli altri, cosa che avviene dopo la battaglia contro il Balrog di Moria, quando tornerà nel mondo dei vivi come Gandalf il Bianco; Aragorn e Boromir vagano spinti dal peso che essi si portano sulle spalle; Legolas è spinto dal desiderio di vedere Lothlórien e Gimli di visitare l'antica dimora nanesca di Moria. Gli hobbit, infine, sono spinti dal desiderio dell'avventura, ma in realtà non sanno veramente a cosa vanno incontro.

#### Il titanismo
Oltre alla Sehnsucht, altro tema romantico importante nell'opera è lo Streben, o titanismo, contrapposto ad essa; se prima la nostalgia era la rassegnazione dell'uomo a raggiungere l'infinito, il titanismo lo spinge a superare i propri limiti e le proprie possibilità per fondersi col tutto. Il più grande esempio di quest'uomo ce lo dà Johann Goethe con il suo Faust; infatti il termine utilizzato dal poeta tedesco non è titanismo, bensì Faustismo. Nel romanzo il sentimento assume perlopiù una connotazione negativa, ma mentre alcuni personaggi non riescono a resistere alla tentazione, altri riescono a superarlo; l'animo di Sauron ne è corroso, e brama l'Anello per poter diventare completo ed avere finalmente il controllo del mondo. Altri esempi negativi sono Saruman, per poter avere la supremazia e il potere, e Boromir e Denethor, convinti di poter utilizzare l'anello per salvare il proprio popolo. Ma il potente oggetto magico, andando contro natura, provoca solo distruzione e morte, portando gli uomini alla follia. Tuttavia come detto alcuni riescono a rinunciare al suo potere, come ad esempio Galadriel quando riceve l'offerta di Frodo di prendere l'Anello per sé stessa; anche Gandalf resiste, quando l'anello gli viene offerto; entrambi sanno che quel potere sarebbe troppo per loro, portandoli oltre i limiti della propria natura.

#### Rinascita dell'epica
A proposito del romanzo di Tolkien l'anglista e studioso del romanticismo Mario Praz ha parlato di una rinascita neoromantica dell'epica, temi dimenticati nella letteratura moderna, fin dall'epoca dell'Ossian di James MacPherson nel XVIII secolo.
(M. Praz, Rigenerazione dell'epica)

#### Temi romantici minori
Vi sono nell'opera di Tolkien altri riferimenti ad alcuni temi preferiti dai romantici. Uno di questi è il binomio amore/morte; per avere l'uno è necessario accettare anche l'altro. Questa tematica si adatta in maniera perfetta al rapporto fra Aragorn ed Arwen: la seconda rinuncia all'immortalità derivante dalla sua stirpe elfa per amore del primo; ella accetta quindi la morte, e dopo l'abbandono della vita da parte di Aragorn si lascia morire presso Caras Galadhon. Il tema è collegato alla vita del già citato autore romantico, Novalis: la morte della sua fidanzata Sophie, avvenuta a soli 15 anni, causò in lui un mutamento, portandolo alla consuzione e facendolo morire alla giovane età di 29 anni. Questo tema è il nucleo di uno dei grandi racconti di Tolkien, Il Racconto di Beren Erchamion e Lúthien Tinúviel: qui i due amanti risorgono dalla morte per poter coronare il loro sogno d'amore, seppur per un breve tempo.
Altro tema caro ai romantici e soprattutto a Novalis è quello della notte. La notte dei romantici viene contrapposta alla luce dell'Illuminismo: essa è collegata all'idea di oscurità, al quale rende tutto più incerto e indistinto, dando un forte senso di indeterminatezza. Esempi di questo del romanzo sono gli Hobbit che vagano per la Vecchia Foresta, dove con l'oscurità gli alberi assumono delle caratteristiche umane, oppure il sasso che Pipino lancia per saggiare la profondità di un profondissimo pozzo nelle caverne di Moria.

### Natura contro tecnologia
La «natura incontaminata» è sempre stato un tema caro all'autore inglese, contrario al suo sfruttamento e quindi all'industria; gli esseri malvagi dei suoi racconti, infatti, sono spesso descritti utilizzando metafore riferibili al mondo delle macchine, come Saruman, il quale "Ha un cervello fatto di metallo e d'ingranaggi". La distruzione da parte sua di parte della foresta di Fangorn spinge Barbalbero e gli Ent a schierarsi contro di lui. Attraverso il riferimento continuo fra industria e guerra come sinonimi, specialmente in relazione alla produzione da parte di Saruman di un esercito di Uruk-hai, Tolkien presenta complessivamente un'immagine molto negativa dell'industria e del progresso tecnologico portato alle sue estreme conseguenze, presentato come un percorso tentatore verso obiettivi egoistici. Tuttavia, la tecnica mostra la sua utilità ai fini della sussistenza e quando si componga di tecnologie semplici (come nel caso degli Hobbit, che conoscono ed utilizzano il mulino ad acqua), oppure raffinate e per scopi benefici condivisi dalla comunità (come nel caso degli Elfi).

### Perdita e addio
Fin dalla creazione dell'universo immaginario tolkieniano, uno dei temi maggiori che lo scrittore ha utilizzato è stato quello di una grande bellezza e gioia che avvizziscono e scompaiono prima del tempo, a causa dei poteri di un essere maligno. In Il Silmarillion, Melkor utilizza i suoi poteri prima per distruggere e contaminare le opere dei suoi fratelli e compagni Valar (le potenze angeliche del mondo), poi arriva a chiedere l'aiuto di Ungoliant per distruggere i Due Alberi che davano luce all'intera terra di Aman.
Grazie alle macchinazioni del malefico Morgoth, Fëanor, principe dei Noldor, prima perde suo padre e poi le sue più grandi creazioni, i Silmarilli; con questa azione il primo sangue elfico viene sparso ad Alqualondë sul sacro suolo di Eldamar, e con esso i Noldor perdono sia la loro casa che la loro innocenza. Mandos, il Vala che conosce il destino, enuncia una profezia sui Noldor, rivelandogli che essi non troveranno pace fino al compimento del loro scopo, o morranno.
Nel corso della storia della Terra di Mezzo, grandi città e stati vengono creati, ma tutti sono destinate a fallire, prima che gli Elfi immortali si rendano conto che nulla di quello che hanno creato di buono sulla terra sopravviverà a loro. Gondolin e Nargothrond come Moria e Númenor alla fine sono distrutte o abbandonate, sia attraverso il male proveniente dall'esterno che da un tradimento dall'interno.
Alla fine di Il Signore degli Anelli la maggior parte degli Elfi ha lasciato la Terra di Mezzo, portandosi via tutte quello che avevano creato; Lothlórien, senza il potere dell'Anello Nenya di Galadriel, partito per le Terre Immortali, avvizzisce e sparisce. Frodo è tornato nella Contea, ma a causa della ferita riportata a Colle Vento non può più vivere libero da tristezza e dolore, e quindi deve partire anche lui per Aman.
Infine, in una delle appendici di Il ritorno del re, dopo due secoli di vita Aragorn muore, lasciandosi indietro una sola e mortale Arwen, che viaggia verso quel poco che resta di Lothlórien per lasciarsi morire su una pietra vicino al fiume Nimrodel, tornando in uno dei pochi posti in cui si fosse sentita davvero felice in vita.
Il tema della perdita è rafforzato attraverso alcune canzoni distribuite in tutto il libro; una delle più significative in questo senso è il poema recitato dal Nano Gimli vicino all'uscita di Moria (qui riprodotto in parte).
(J.R.R. Tolkien, Il Signore degli Anelli, La Compagnia dell'Anello)

### Il lieto fine
Il Signore degli Anelli, nonostante le peripezie raccontate, le vicende dagli sfondi più o meno tragici, la morte che colpisce sia i buoni che i cattivi, finisce con un lieto fine: il male viene sconfitto, il bene trionfa, tutto riacquista un ordine e un equilibrio. Il lieto fine può essere inteso come un riscatto dell'umanità, una sorta di fiducia da parte di Tolkien nei confronti dell'uomo. Lo scrittore inglese lascia in vita quasi tutti i personaggi della Compagnia dell'Anello, e di questi fa morire solo Boromir perché desideroso di impossessarsi dell'anello, seppur per uno scopo nobile. Il romanzo non finisce con una strage tra i protagonisti, bensì con una vittoria epica.
Questo va molto in contrasto con la vita di Tolkien, in quanto lo scrittore partecipò alla prima guerra mondiale come soldato ed assistette agli sviluppi della Seconda; all'interno di La realtà in trasparenza si trovano dei suoi pensieri riguardanti la prima guerra mondiale, come «Le guerre sono sempre perdute e la guerra continua sempre».
A questo pessimismo (e forse realismo) riguardante la società in cui vive, Tolkien accosta un lieto fine nel suo romanzo, quasi volesse creare un mondo diverso da quello nel quale viveva quotidianamente, un mondo che affronta il male con il coraggio, la determinazione, l'amicizia e lo sconfigge per ritrovare finalmente la pace. Ma chi pensa che Tolkien sia un personaggio del mondo che crea, si sbaglia: in una lettera ad Amy Ronald nel 1969 afferma: «Io in realtà, non appartengo alla storia che ho inventato, e non voglio appartenervi».

## Influenza culturale

### Influenza sul genere fantasy
Il successo dell'opera aumentò l'interesse del pubblico per i romanzi fantasy e il genere si accrebbe per tutti gli anni sessanta quando furono pubblicati molti libri simili per stile e argomento, come quelli del Ciclo di Earthsea di Ursula K. Le Guin, La saga della Riftwar di Raymond E. Feist, La saga dei Belgariad di David Eddings, il ciclo di Shannara di Terry Brooks, Le cronache di Thomas Covenant l'incredulo di Stephen R. Donaldson e i libri de La ruota del tempo di Robert Jordan; nei casi di Gormenghast di Mervyn Peake e di Il serpente Ouroboros di E. R. Eddison, invece, i romanzi vennero riscoperti dopo un iniziale scarso successo.
Il romanzo ha influenzato anche l'industria dei giochi di ruolo che raggiunse grande popolarità negli anni settanta grazie al gioco Dungeons & Dragons. Molte fra le razze presenti nel gioco sono simili per nome e caratteristiche a quelle di Il Signore degli Anelli, come ad esempio gli halflings (inizialmente chiamati proprio “Hobbit” e successivamente cambiati nel nome e, in parte, nelle caratteristiche, per evitare problemi legali), gli elfi, i nani, i mezzelfi, gli orchi o i draghi. Uno degli autori originari del gioco, Gary Gygax, ha affermato che l'influenza del Signore degli Anelli sul gioco è minima, e che quegli elementi sono stati inclusi come mossa commerciale per aumentare la popolarità del gioco.
La tipologia di fantasy nata sull'onda del Signore degli Anelli ha influenzato anche la creazione del gioco di carte collezionabili Magic: l'Adunanza, come molti videogiochi, fra cui Final Fantasy IV, Ultima, Baldur's Gate, EverQuest, The Elder Scrolls, RuneScape, Neverwinter Nights, e la saga di Warcraft.
Il romanzo ha influenzato alcuni autori di fantascienza come Arthur C. Clarke il quale fa riferimento al monte Fato nel suo libro 2010: Odissea due:
(Arthur C. Clarke, 2010: Odissea due, Capitolo 16)
Tolkien ha anche influenzato, per dichiarazione dello stesso regista, la filosofia di alcuni film di Star Wars di George Lucas.

### Satire e parodie
- Il Signore dei Tranelli (Bored of the Rings): romanzo parodia pubblicata a firma della Harvard Lampoon (gli autori sono Henry N. Beard and Douglas C. Kenney); prima di pubblicarla gli autori la sottoposero a Tolkien, il quale la lesse e l'approvò, anche se dichiarò di non capirne lo humor.[97]
- Hordes of the Things (1980): serie radiofonica parodistica della BBC sulla falsariga della Guida galattica per gli autostoppisti[senza fonte]
- Paperino e il signore del padello, parodia della Disney con protagonista Paperino nei panni di Frodo e Topolino nei panni di Aragorn.[98]
- Il Signore dei Ratti: albo a fumetti della serie di Rat-Man, disegnata da Leo Ortolani.
- Il signore dei tortelli (2005): scritta da Joey Luke Bandini pseudonimo di Gianluca Bedini.
- Il signore dei porcelli: parodia a fumetti italiana, di Barbara Barbieri e Stefano Bonfanti.

### Riferimenti nella musica
- Il compositore olandese Johan de Meij ha composto negli anni ottanta la sua Symphony No. 1, soprannominata "The Lord of the Rings" Symphony, ovvero la Sinfonia del Signore degli Anelli. Il componimento consta di cinque parti, intitolate rispettivamente: Gandalf, Lothlórien, Gollum, Journey in the Dark (Viaggio nelle Tenebre) e Hobbits.
- The Ballad of Bilbo Baggins di Leonard Nimoy è basata sulla saga tolkeniana, in particolare su Lo Hobbit.
- I Led Zeppelin hanno composto alcune canzoni ispirate al Signore degli Anelli: Misty Mountain Hop, il cui titolo si rifà alle "Montagne Nebbiose" (Misty Mountains); Ramble On si riferisce a Bilbo Baggins e al suo incontro con Galadriel e Gollum, e viene citata anche Mordor; nel testo di The Battle of Evermore vi sono ulteriori riferimenti alla serie.[99]
- I Rush intitolarono Rivendell una canzone del loro album Fly by Night. Anche il brano The Necromancer del successivo album Caress of Steel contiene chiari riferimenti alle vicende narrate da Tolkien.[senza fonte]
- Gli Styx intitolarono una canzone dell'album Pieces of Eight “Lords of the Ring”.
- Patrice Deceuninck, compositore francese, ha iniziato un progetto musicale ispirato a Il Signore degli Anelli, di cui ha portato a termine il primo album, The Ring Bearer part I, relativo alla Compagnia dell'Anello.[senza fonte]
- Alan Horvath ha realizzato un intero album basato sul romanzo di Tolkien nel 2004.[senza fonte]
- I Blind Guardian, band metal tedesca, hanno intitolato una canzone Lord of the Rings nell'album Tales from the Twilight World. Esiste anche un loro album dedicato a Il Silmarillion intitolato Nightfall in Middle-Earth. Nell'album Battalions of Fear è presente una canzone dedicata a Éowyn, una con riferimenti alle miniere di Moria (By the Gates of Moria) e una a Gandalf (Gandalf's Rebirth). Molte altre loro opere contengono riferimenti e citazioni dal lavoro di Tolkien.[senza fonte]
- Enya ha reso omaggio al Signore degli Anelli inserendo il brano Lothlórien nell'album Shepherd Moons del 1991. Inoltre, ha composto e interpretato due brani inseriti nella colonna sonora dei film di Peter Jackson tratti dal romanzo: Aníron e May it Be.
- Gandalf, musicista austriaco, scelse il suo nome basandosi su quello dello stregone protagonista del romanzo. Ha composto molti lavori con riferimenti a Il Signore degli Anelli, soprattutto nel suo secondo album, Visions.[senza fonte]
- Il gruppo dei Nickel Creek intitolò una canzone The House of Tom Bombadil.
- I Gorgoroth, gruppo black metal, traggono il proprio nome all'omonimo altopiano di Mordor.
- Il progetto musicale Burzum, dell'artista norvegese Varg Vikernes, trae il proprio nome da una parte dell'iscrizione sull'Anello in Lingua Oscura: «agh burzum-ishi krimpatul», ovvero «e nel buio incatenarli».
- In Italia i Lingalad, gruppo di Giuseppe Festa, si sono dedicati alla composizione di canzoni ispirate a Tolkien. Gli strumenti usati e lo stile musicale si avvicinano alla cultura irlandese.[senza fonte]
- Il gruppo Galadhrim propone un genere di musica tra il celtico e il medioevale i cui temi e testi sono espressamente ispirati agli scritti di Tolkien.[senza fonte]
- Edoardo Volpi Kellermann, compositore italiano, ha tradotto, per usare le sue parole, «vent'anni di ricerca creativa ispirata alla lettura delle opere di Tolkien» in un progetto di musica strumentale chiamato Tolkieniana: Viaggio Musicale nella Terra di Mezzo. Finora edito il primo disco, dal titolo Verso Minas Tirith.[senza fonte]
- I Summoning, gruppo epic-black metal austriaco, hanno dedicato i loro album a Il Signore degli Anelli ispirandosi all'opera per i titoli e per i testi delle canzoni.[senza fonte]
- Gli Amon Amarth, gruppo death metal svedese, traggono il nome dal monte Fato.
- Il progetto musicale The Fellowship è nato con l'intento esplicito di rappresentare in musica la mitologia tolkieniana; ha pubblicato finora un album, In Elven Lands, che si avvale della collaborazione di artisti di fama mondiale come Jon Anderson.[senza fonte]
- Il compositore statunitense David Arkenstone ha composto nel 2001 un album ispirato a Il Signore degli Anelli, dal titolo Music Inspired by Middle Earth ("Musica ispirata alla Terra di Mezzo") che, nonostante sia uscito in concomitanza con il film La compagnia dell'Anello, non è ad esso correlato.[senza fonte]
- Il gruppo musicale gothic metal finlandese Battlelore trae ispirazione per i suoi testi dalle opere di Tolkien.[senza fonte]
- I Carach Angren, gruppo musicale Simphonic Black Metal Olandese, prendono il proprio nome da un luogo presente nell'opera di Tolkien
- I Rhapsody of Fire hanno dichiarato di essersi ispirati al mondo Tolkeniano per la composizione delle loro canzoni mentre l'ex chitarrista della band, Luca Turilli, dopo l'abbandono dei Rhapsody of Fire ha fondato una propria band, sempre ispirata dal mondo del Signore degli Anelli.[senza fonte]

### Influenza sociale e politica
In tutto il mondo ci sono istituzioni e società che si occupano di promuovere e ricordare le opere di Tolkien; in Italia è stata fondata nel 1994 la Società Tolkieniana Italiana, un'associazione senza scopo di lucro che si dedica allo studio e alla diffusione dell'opera di Tolkien.
Dal 2003, ogni 25 marzo gli appassionati di Tolkien festeggiano il Tolkien Reading Day, una giornata dedicata alla lettura delle sue opere, in cui si organizzano eventi e manifestazioni. La scelta della data non è casuale, in quanto coincide con la caduta di Sauron e decreta la fine della guerra dell'anello.
Negli Stati Uniti l'opera di Tolkien venne "adottata" dal movimento alternativo e pacifista degli anni sessanta, che usò slogan di protesta come Frodo Lives o Gandalf for President molto diffusamente. In Italia, invece, l'opera di Tolkien raggiunse un largo successo all'incirca nella seconda metà degli anni Settanta, poco tempo dopo la pubblicazione della Rusconi, e fu subito strumentalizzato da alcune frange della destra radicale, che lo distorsero vedendolo come possibile manifesto delle loro idee politiche. Nacquero quindi gruppi come la Compagnia dell'Anello, gruppo di musica alternativa di destra legato al Movimento Sociale Italiano, e gli Hobbit, gruppo musicale di Perugia legato all'estrema destra. Di lì a poco nacque l'idea dei Campi Hobbit, raduni organizzati dai giovani di destra. Ma per quanto in Italia non si fosse vista la sovrapposizione tra mondo tolkieniano e cultura psichedelica vista in Inghilterra e negli Stati Uniti, molte culture alternative antiautoritarie e anarchiche ne ripresero l'immaginario, come nel caso degli ecovillaggi radicali degli "Elfi di Granburrone", nei boschi pistoiesi

## Opere derivate

### Cinema

#### Primi tentativi e adattamenti

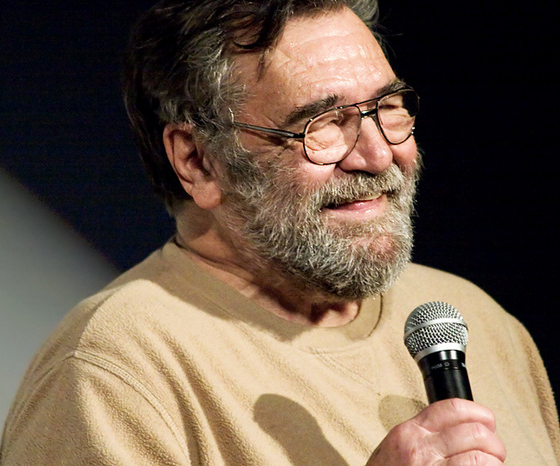
Ralph Bakshi, autore del primo adattamento cinematografico de Il Signore degli Anelli, un lungometraggio animato.

Molti registi e cineasti, nel corso degli anni, pensarono o tentarono di cimentarsi con una trasposizione cinematografica del più famoso romanzo di Tolkien.
Uno dei primi produttori a proporsi per produrre un adattamento cinematografico del romanzo fu Walt Disney, nel corso della sua vita richiese numerose volte a Tolkien i diritti di suoi romanzi, tuttavia quest'ultimo si rifiutò a darglieli per una sua antipatia nei confronti di Disney. I Beatles avrebbero voluto realizzare una versione del romanzo e Stanley Kubrick prese in considerazione la possibilità di dirigere il film ma l'autore si oppose al progetto. Alla metà degli anni settanta, il regista britannico John Boorman collaborò con il produttore Saul Zaentz per realizzare un film basato sull'opera, ma il progetto risultò troppo costoso per i finanziamenti a disposizione al tempo; Boorman sfruttò comunque i suoi appunti per le riprese del film Excalibur.
Nel 1977, gli studios Rankin-Bass produssero una versione animata televisiva de Lo Hobbit. Poco dopo, Saul Zaentz riprese da dove la Rankin-Bass aveva concluso, realizzando un adattamento animato che copriva la trama di La Compagnia dell'Anello e la prima parte di quella di Le due torri. Questa versione animata, prodotta dalla United Artists, usava una tecnica mista, che incorporava sequenze di animazione e scene dal vivo, e fu diretta da Ralph Bakshi; il film si conclude subito dopo la battaglia al Fosso di Helm (le Paludi Morte, il Cancello Nero e il personaggio di Faramir sono stati esclusi dall'adattamento). Nonostante i suoi sforzi, Bakshi non fu mai in grado di realizzare la seconda parte della pellicola, ma la Rankin-Bass terminò ugualmente l'opera con la versione animata di Il ritorno del re nel 1980, realizzato dallo stesso team che aveva la versione televisiva de Lo Hobbit.

#### La trilogia di Peter Jackson
I relativi fallimenti dei precedenti lavori scoraggiarono per molti anni registi e case di produzione, che non riproposero più l'idea di una trasposizione cinematografica del libro, giudicata impossibile da portare sullo schermo a causa dell'enorme quantità di sforzi produttivi richiesti. Fu solo con lo sviluppo di nuove tecniche cinematografiche, in particolare l'evoluzione della computer grafica, che il progetto venne ripreso in considerazione.

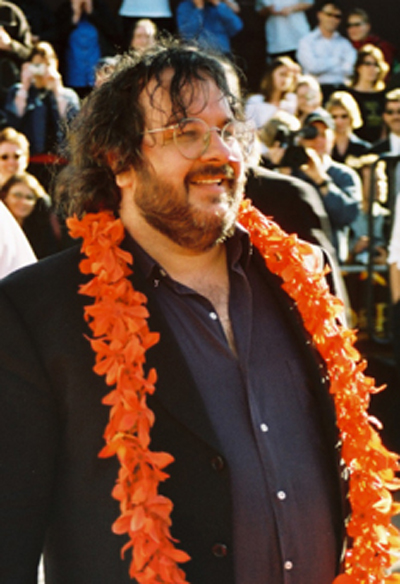
Peter Jackson, regista della trilogia cinematografica prodotta dalla New Line Cinema.

Nel 1995, la Miramax Films sviluppò un progetto di adattamento dal vivo del romanzo con il regista neozelandese Peter Jackson, che avrebbe dovuto svilupparsi in due film. Quando la produzione divenne troppo costosa per le intenzioni della casa di produzione, la New Line Cinema rilevò la responsabilità della produzione passando da due a tre film per rispettare meglio i tempi del libro; i dirigenti e fondatori della Miramax, Bob Weinstein e Harvey Weinstein, rimasero inseriti nel progetto, nel ruolo di produttori.
I tre film vennero girati contemporaneamente in Nuova Zelanda, e sono caratterizzati da un ampio utilizzo di effetti speciali sviluppati dalla Weta Digital e dalla Weta Workshop, società cinematografiche fondate da Peter Jackson stesso. La computer grafica, in particolare, è stata molto usata, sia nelle piccole ambientazioni (ad esempio la creazione del personaggio di Gollum, interamente generato al computer) che nelle scene delle grandi battaglie, per quali sono state programmate migliaia di comparse digitali.
La Compagnia dell'Anello uscì nelle sale il 19 dicembre 2001, Le due torri il 18 dicembre 2002 e Il ritorno del re il 17 dicembre 2003.
Gli adattamenti cinematografici di Peter Jackson hanno guadagnato diciassette premi Oscar: quattro per La Compagnia dell'Anello, due per Le due torri e undici per Il ritorno del re. La première di Il ritorno del re si tenne a Wellington, in Nuova Zelanda, il 1º dicembre 2003, e fu affiancata da celebrazioni dei fan e da promozioni ufficiali (la produzione del film ha contribuito consistentemente all'economia della nazione). Il ritorno del re è stato anche il secondo film nella storia a guadagnare più di un miliardo di dollari (in tutto il mondo). Alla notte degli Oscar 2004, Il ritorno del re vinse tutte e undici le statuette per le quali era stato candidato, eguagliando il record di Titanic e Ben-Hur.

### Radio
- La BBC produsse un adattamento in tredici parti dell'opera nel 1956, ed una versione in sei parti de Lo Hobbit, nel 1966. Sulla trasmissione della prima, Tolkien scrisse: «Penso che il libro sia del tutto inadatto alla drammatizzazione, e le trasmissioni non mi sono piaciute affatto»[112]. Non esistono registrazioni della serie del 1956, al contrario di quelle de Lo Hobbit.[senza fonte]
- Un'ulteriore drammatizzazione del 1979 fu trasmessa negli Stati Uniti e successivamente registrata e venduta su cassette e CD; sulla confezione non appaiono indicazioni su cast o altre informazioni. Ogni attore fu apparentemente registrato separatamente e poi le varie parti montate insieme.[senza fonte]
- Nel 1981 la BBC trasmise una nuova drammatizzazione in ventisei episodi da mezz'ora ciascuno; ognuno degli episodi fu trasmesso due volte a settimana, uno standard ancora oggi per molte serie della BBC.[113] La serie fu trasmessa anche negli Stati Uniti sulla National Public Radio con una sinossi aggiunta prima di ogni episodio. La serie fu successivamente montata in tredici episodi da un'ora, restaurando e reinserendo alcuni dialoghi originariamente tagliati, ri-arrangiando alcune scene per il loro impatto drammatico e risistemando la narrazione e le musiche. Questa versione venne venduta sia su cassetta che su CD.[senza fonte] Nel 2002, per sfruttare il successo della trilogia cinematografica, la BBC trasmise nuovamente la serie, su "BBC - Radio 4", questa volta dividendola secondo lo schema dei libri in una trilogia, omettendo le divisioni originali degli episodi, ed utilizzando l'attore Ian Holm, che nella serie aveva recitato nel ruolo di Frodo Baggins (mentre interpreta Bilbo nella trilogia di Peter Jackson), come nuova voce narrante.[senza fonte]

### Teatro
Sono state approntate alcune rappresentazioni teatrali basate sul Signore degli Anelli. Tra queste, lunghe rappresentazioni complete di La Compagnia dell'Anello (2001), Le due torri (2002) e di Il ritorno del re (2003) sono state messe in scena negli Stati Uniti a Cincinnati, Ohio. Nel 2006, un musical in grande stile della durata di tre ore e mezzo fu prodotto a Toronto, in Canada, ma gli eccessivi costi di produzione fecero cancellare il musical solo sei mesi dopo; una versione dello stesso, tagliata e riscritta in alcune parti, ha cominciato ad essere rappresentata a Londra a partire da maggio 2007.

### Televisione
Nel 1993, in Finlandia venne realizzata una serie televisiva intitolata Hobitit (lett. "Gli Hobbit"). La serie si concentra principalmente sul viaggio di Frodo, Sam e Gollum verso il Monte Fato e non mostra gli eventi che riguardano il resto della compagnia.
Nel novembre del 2017 gli Amazon Studios hanno firmato un contratto da 250 milioni di dollari con la New Line Cinema e con gli altri detentori dei diritti sull'opera per la realizzazione di una serie televisiva. Nel 2018 è arrivata la conferma che, con oltre un miliardo di dollari di investimenti per cinque stagioni programmate, sarà la serie più costosa mai realizzata. La serie, intitolata Il Signore degli Anelli - Gli Anelli del Potere (The Lord of the Rings: The Rings of Power), sarà ambientata nella Seconda Era, migliaia di anni prima degli eventi del Signore degli Anelli, e ha debuttato il 2 settembre 2022.

### Videogiochi
Elenco non esaustivo:
- Lord of the Rings: Game One (1985), prima trasposizione ufficiale
- War in Middle Earth (1988)
- J.R.R. Tolkien's The Lord of the Rings (1990)
- J.R.R. Tolkien's The Lord of the Rings: Volume 1 (1994)
- Il Signore degli Anelli: La Compagnia dell'Anello (2002), primo di diversi titoli basati in particolare sui film
- Il Signore degli Anelli: Le due torri (2002)
- Il Signore degli Anelli: Il ritorno del re (2003)
- Il Signore degli Anelli: La Terza Era (2004)
- La battaglia per la Terra di Mezzo (2004)
- La battaglia per la Terra di Mezzo 2 e l'espansione L'ascesa del Re stregone (2006)
- Il Signore degli Anelli Online: Ombre di Angmar (2007)
- Il Signore degli Anelli: La conquista (2009)
- Il Signore degli Anelli: L'avventura di Aragorn (2010)
- Il Signore degli Anelli: La guerra del Nord (2011)
- LEGO Il Signore degli Anelli (2012)
- La Terra di Mezzo: L'ombra di Mordor (2014)
- La Terra di Mezzo: L'ombra della guerra (2017)

### Giochi di ruolo
La saga epica di Tolkien ha avuto una significativa influenza sull'industria del gioco di ruolo, che ha acquistato popolarità a partire dagli anni settanta con Dungeons & Dragons. L'opera continua ad avere un grosso peso sia nei tradizionali giochi di ruolo carta e matita che nei videogiochi di ruolo con temi fantasy ed epici.
La prima casa editrice a ottenere la licenza per produrre giochi di ruolo basati sul Signore degli Anelli fu la Iron Crown Enterprises che a partire dal 1982 pubblicò dei supplementi per Rolemaster ambientati nella Terra di mezzo. Il primo gioco di ruolo ufficiale è stato il Gioco di Ruolo del Signore degli Anelli (Middle-Earth Roleplaying System) pubblicato sempre dalla Iron Crown Enterprises dal 1982 fino al 1999, quando la Tolkien Enterprises ritirò la licenza. In occasione dell'edizione del film diretto da Peter Jackson è stato pubblicato nel 2002 un secondo gioco di ruolo ufficiale dalla Deciphers Games, che adotta sia l'iconografia del film che quella del romanzo, lasciando al "narratore" il compito di decidere quale delle due utilizzare. Un terzo gioco di ruolo ufficiale, L'Unico Anello (The One Ring Roleplaying System), è stato pubblicato dalla Cubicle 7 Entertainment nel 2011.

### Giochi da tavolo
Esistono molti giochi da tavolo basati sull'opera, tra cui il wargame tridimensionale Il Signore degli Anelli - Gioco di battaglie strategiche dell'azienda inglese Games Workshop, in cui si gioca con miniature che rappresentano sia tutti i personaggi del libro, ma anche quelli presenti nel Silmarillion; c'è anche una serie di miniature della stessa azienda di miniature basate su Lo Hobbit, in scala 10 mm, di un gioco chiamato The battle of five armies (La battaglia dei cinque eserciti) le cui regole però non sono state tradotte in italiano.
Nel mese di aprile 2018 la Games Workshop ha annunciato l'arrivo di un nuovo gioco da tavolo ispirato alla trilogia cinematografica intitolato The Lord of the Rings: Quest to Mount Doom.

## Curiosità
- Le montagne di Titano, una delle lune di Saturno, prendono il nome dalle opere di Tolkien: si trovano così il Monte Erebor, le Montagne Nebbiose e il Monte Fato.[126]

## Edizioni italiane
- La Compagnia dell'anello. Parte prima della trilogia: Il Signore degli Anelli, traduzione di Vicky Alliata di Villafranca, Roma, Astrolabio-Ubaldini, 1967.
- Il Signore degli Anelli. Trilogia, traduzione di Vicky Alliata di Villafranca, edizione italiana riveduta a cura di Quirino Principe, Introduzione di Elémire Zolla, Milano, Rusconi Libri, ottobre 1970-1999. - Milano, Bompiani, 2000-2002.
- Il Signore degli Anelli, trad. riveduta e corretta in collaborazione con la Società Tolkieniana Italiana, Milano, Bompiani, 2003-2019.
- Il Signore degli Anelli, traduzione di Ottavio Fatica, 3 voll., Milano-Firenze, Bompiani, 2019-2020.
- Il Signore degli Anelli, traduzione di Ottavio Fatica, volume unico, Milano-Firenze, Bompiani, 2023.

### Opere di J.R.R. Tolkien e Christopher Tolkien
- J.R.R. Tolkien, Lo Hobbit annotato, a cura di Douglas A. Anderson, Milano, Rusconi, 1991, ISBN 88-18-12100-6.
- J.R.R. Tolkien, Il Silmarillion, a cura di Christopher Tolkien, Milano, Bompiani, 2000, ISBN 88-452-5654-5.
- J.R.R. Tolkien, Racconti perduti, a cura di Christopher Tolkien, Milano, Bompiani, 2000, ISBN 88-452-9008-5.
- J.R.R. Tolkien, La realtà in trasparenza. Lettere, a cura di Humphrey Carpenter e Christopher Tolkien, traduzione di Cristina De Grandis, Milano, Bompiani, 2001, ISBN 88-452-9130-8.
- J.R.R. Tolkien, Albero e foglia, Milano, Bompiani, 2001, ISBN 88-452-9044-1.
- J.R.R. Tolkien, Il Signore degli Anelli, Milano, Bompiani, 2004, ISBN 88-452-9261-4.
- J.R.R. Tolkien, Il medioevo e il fantastico, Bergamo, Bompiani, 2004, ISBN 88-452-5489-5.
- (EN) J.R.R. Tolkien, The History of Middle-earth, a cura di Christopher Tolkien, New York, HarperCollins, 2002, ISBN 0-00-710508-8.
- (EN) J.R.R. Tolkien (a cura di), Sir Gawain and the Green Knight, Pearl, and Sir Orfeo, Ballantine Books, 1980, ISBN 0-345-27760-0.
- (EN) J.R.R. Tolkien, The Old English Exodus, a cura di Joan Turville-Petre, Oxford University Press, 1982, ISBN 0-19-811177-0.
- (EN) J.R.R. Tolkien, Finn and Hengest, a cura di Alan Bliss, Allen & Unwin, 1983, ISBN 0-261-10355-5.
- (EN) J.R.R. Tolkien, Ancrene Wisse and Hali Meiðhad, in Essays and Studies by members of the English Association, vol. 14, Oxford, 1929,  pp. 104-126.

### Opere suIl Signore degli Anelli
- Gianfranco De Turris (a cura di), "Albero" di Tolkien, Castel Mella, Larcher Editore, 2004, ISBN 88-88583-08-4.
- Tullio Bologna et al, La compagnia, l'anello, il potere. J.R.R. Tolkien creatore di mondi, Rimini, Il Cerchio Iniziative Editoriali, 2002, ISBN 88-8474-012-6.
- Humphrey Carpenter, La vita di J.R.R. Tolkien, traduzione di F. Malagò e P. Pugni, Fanucci, 2002, ISBN 88-347-0871-7.
- (EN) Jane Chance, Tolkien's Art: A Mythology for England, Londra, Macmillan, 1979, ISBN 03-332-6595-5.
- (EN) Christopher Clausen, 'Lord of the Rings' and 'The Ballad of the White Horse', in South Atlantic Bulletin, XXXIX, n. 2, maggio 1974,  pp. 10–16.
- David Day, L'Anello di Tolkien, illustrazioni di Alan Lee, Casale Monferrato, Piemme, 1990, ISBN 88-384-2389-X.
- Lucio Del Corso e Paolo Pecere, L'anello che non tiene: Tolkien fra letteratura e mistificazione, Minimum Fax, 2003, ISBN 88-87765-85-5.
- Colin Duriez, Tolkien e il Signore degli Anelli. Guida alla terra di mezzo, Milano, Pietro Gribaudi Editore, 2001, ISBN 88-7152-655-4.
- (FR) Vincent Ferré, Tolkien: Sur les rivages de la Terre du Milieu, Christian Bourgois Editeur, 2001, ISBN 2-267-01573-0.
- John Garth, Tolkien e la Grande Guerra. La soglia della Terra di Mezzo, Genova-Milano, Marietti 1820, 2007, ISBN 978-88-211-8570-0.
- Stefano Giuliano, Le radici profonde non gelano. Il conflitto fra tradizione e modernità in Tolkien, Salerno, Ripostes, 2001, ISBN 88-86819-56-0.
- Paolo Gulisano, Tolkien: il mito e la grazia, Ancora, 2001, ISBN 88-7610-958-7.
- (EN) Jarend Lodbell, A Tolkien Compass, Open Court Publishing, 1975, ISBN 0-87548-303-8.
- Emilia Lodigiani, Invito alla lettura di Tolkien, Milano, Mursia, 1982, ISBN 88-425-0275-8.
- (EN) Nicholas Milne, Chesterton's "Ballad of the White Horse": From Conception to Critical Reception, in Mythlore: A Journal of J.R.R. Tolkien, C.S. Lewis, Charles Williams, and Mythopoeic Literature, vol. 35, n. 1, autunno-inverno 2016,  pp. 23–45.
- Marco Paggi, La spada e il labirinto. Meraviglioso e fantastico in Il Signore degli Anelli, Genova, ECIG, 1990, ISBN 88-7545-363-2.
- Errico Passaro, Marco Respinti, Paganesimo e cristianesimo in Tolkien, Roma, Il Minotauro, 2004, ISBN 88-8073-084-3.
- Paul Simpson, Guida Completa a Il Signore degli Anelli, Milano, A. Vallardi, 2005, ISBN 88-8211-975-0.
- Tom Shippey, J.R.R. Tolkien: La via per la Terra di Mezzo, Genova-Milano, Marietti 1820, 2005, ISBN 88-211-8558-3.
- Guglielmo Spirito ofm. Conv, Tra San Francesco e Tolkien. Una lettura spirituale del Signore degli Anelli, Rimini, Il Cerchio Iniziative Editoriali, 2003, ISBN 88-8474-037-1.